# Casa da Cascata
A Casa da Cascata (em inglês:  Fallingwater) é um museu-casa localizado no Município de Stewart no estado da Pensilvânia, Estados Unidos. Foi projetada pelo arquiteto Frank Lloyd Wright e construída parcialmente sobre uma cascata no córrego de Bear Run. A residência foi desenvolvida como um retiro de fim de semana para a família de Edgar J. Kaufmann, o dono da loja de departamentos Kaufmann's. O Conservatório da Pensilvânia Ocidental (WPC) tem operado a Casa da Cascata como uma atração turística desde 1963, também administrando uma área de vinte quilômetros quadrados ao redor da casa.
Kaufmann tinha estabelecido em 1918 um retiro de verão para seus funcionários no Bear Run. A família comprou o terreno em julho de 1933 e no ano seguinte contrataram Wright para projetar uma casa. Vários problemas estruturais surgiram durante a construção, incluindo concreto rachado e terraços caídos. A família se mudou em 1937 e contrataram Wright para projetar uma ala de hóspedes, que foi finalizada em 1939. Edgar Kaufmann Jr., filho de Kaufmann, continuou usando a Casa da Cascata após a morte dos pais. Ele a doou para o WPC, que começou a realizar visitas pagas em julho de 1964 e construiu um centro de visitantes em 1979. A casa foi renovada nas décadas de 1990 e 2000 para corrigir vários defeitos estruturais.
A Casa da Cascata tem três andares e possui vários terraços em balanço que se estendem para fora sem um suporte no lado oposto. A casa foi construída usando pedras extraídas localmente, concreto armado, aço e vidros planos. O primeiro andar contém a entrada principal, a sala de estar, dois terraços externos e a cozinha. Há quatro quartos, incluindo uma sala de estudos, e mais terraços nos andares superiores. Wright projetou a maioria das mobílias. Várias obras de arte estão dispostas. Acima da residência está a ala de hóspedes com uma garagem coberta e também os alojamentos dos empregados.
A casa já foi analisada extensivamente do ponto de vista arquitetônico pelo passar das décadas, sendo uma das estruturas de estilo moderno mais discutidas na década de 1960. A Casa da Cascata já foi assunto de diversos livros, artigos de revista, filmes e outras mídias. A recepção da crítica arquitetônica foi extremamente positiva e sua popularidade ajudou a revitalizar a carreira de Wright. Foi designada em maio de 1976 como um Marco Histórico Nacional nos Estados Unidos e em 2019 foi adicionada com sete outros edifícios no conjunto Arquitetura do Século XX de Frank Lloyd Wright como um Patrimônio Mundial.

## Local
A Casa da Cascata está localizada no Munício de Stewart nas Terras Altas de Laurel do sudoeste da Pensilvânia, Estados Unidos, aproximadamente 116 quilômetros ao sudeste de Pittsburgh. A casa fica próxima da Rodovia 381 da Pensilvânia, entre as comunidades de Ohiopyle e Mill Run no Condado de Fayette. Já foi citado várias vezes que ela está em Bear Run, o córrego que passa embaixo da casa, ou em Mill Run, porém a escritura da casa dá a localização como o Munício de Stewart. Próximo estão a Área Natural de Bear Run ao norte, bem como o Parque Estadual de Ohiopyle e o Campo de Batalha Nacional do Forte Necessidade ao sul. A cidade mais próxima é Uniontown ao oeste. A Casa da Cascata é uma de quatro residências no sudoeste da Pensilvânia projetadas pelo arquiteto Frank Lloyd Wright. As outras são a Kentuck Knob aproximadamente onze quilômetros ao sudoeste, a Casa Duncan e a Casa Lindholm, ambas localizadas no Parque Polymath na comunidade de Acme.

### Geografia e estruturas
A Casa da Cascata tem este nome por causa da localização da casa principal, estando orientada aproximadamente no sentido sul-sudeste. Ela fica acima do córrego Bear Run, um afluente do rio Youghiogheny, cujas cascatas superiores tem por volta de 6,1 a 9,1 metros de altura (onde a casa fica localizada) e as cascatas inferiores aproximadamente 2,1 a três metros. O Bear Run está a 396 metros acima do nível do mar na altura da Casa da Cascata; o córrego não passa por dentro da casa, o contrário da percepção popular. Ele algumas vezes congela durante o inverno e seca durante o verão. Há uma camada de arenito amarelo e cinzento sob o local, parte da Formação de Pottsville. Várias pedras de arenito estavam espalhadas pelo terreno antes da construção. A Casa da Cascata, diferentemente de outras propriedades rurais, não está localizada em um local geograficamente proeminente e assim não está facilmente visível. O dossel florestal das árvores ao redor paira acima da casa.
Em cima de um morro ao norte da casa principal está a ala de hóspedes, estando a por volta de 27 metros de distância. A ala de hóspedes se conecta com a casa principal por uma passarela curvada externa. O pavilhão de visitantes, que não é visível da casa principal, inclui cinco estruturas de madeira ao ar livre com caminhos conectados. O pavilhão inclui alas com paredes de vidro e banheiros, áreas de exibição e uma creche, bem como bilheteriais a céu aberto. A Fazenda na Casa da Cascata está a aproximadamente quatrocentos metros da casa principal, consistindo em duas fazendas construídas por volta de 1870 e no início da década de 1940.
O terreno inclui um pequeno mausoléu para Liliane e Edgar J. Kaufmann, tendo portas projetadas por Alberto Giacometti. Edgar Kaufmann Jr. foi cremado após sua morte e suas cinzas espalhadas ao redor da casa. Há caminhos por todo o terreno, incluindo um para a cascata. Wright projetou uma série de portões para a entrada de automóveis, mas eles nunca foram instalados. George Longenecker projetou o portão que foi usado na Casa da Cascata em 1995 e 2005; ele pesava 770 quilogramas e media 1,5 por 5,5 metros. Wright também projetou várias outras estruturas que nunca foram construídas, incluindo uma portaria, casa da fazenda e várias expansões.

### Uso prévio
Um grupo de maçons oriundos de Pittsburgh desenvolveu na década de 1890 um clube de campo em um terreno que hoje inclui o local da Casa da Cascata. Este clube foi adquirido em 1909 por outro grupo diferente de maçons que o transformaram no Clube de Campo Síria. O clube entrou em falência em 1913. Uma mapa daquele mesmo ano mostra que o terreno incluía o edifício sede do clube, a estação de Bear Run da Ferrovia Baltimore e Ohio e treze outras construções, nenhuma das quais existe mais. Uma das estruturas era uma cabana no local onde hoje fica a ala de hóspedes, enquanto a sede do clube ficava aproximadamente 340 metros de distância ao sudeste.
Edgar J. Kaufmann, o presidente da loja de departamentos Kaufmann's de Pittsburgh, estabeleceu em 1916 um retiro de verão para seus funcionários em Bear Run. Até mil funcionários usavam o retiro anualmente. Kaufmann e sua esposa Liliane construíram em 1922 um chalé chamado "Ressaca" em uma falésia próxima, mas ele não tinha eletricidade, esgoto ou aquecimento. A residência permanente dos Kaufmann era La Tourelle, em Fox Chapel. Os funcionários da Kaufmann's pararam de ir para Bear Run até 1926, enquanto Ressaca foi expandido em 1931. A família Kaufmann, após o fim do retiro, comprou o terreno em julho de 1933.

## Desenvolvimento
Liliane e Edgar J. Kaufmann conheceram o trabalho do arquiteto Frank Lloyd Wright por meio de seu único filho, Edgar Kaufmann Jr.. Este estudou na Europa com o artista Victor Hammer de 1930 a 1933. Ele voltou para os Estados Unidos e viajou em setembro de 1934 para Taliesin, o estúdio de Wright em Spring Green no Wisconsin, tornando-se seu aprendiz. Liliane e Edgar J. Kaufmann conheceram Wright em novembro enquanto visitavam o filho. O historiador arquitetônico Paul Goldberger considerou que Kaufmann Jr. foi a segunda figura mais influente no desenvolvimento da Casa da Cascata, atrás apenas do próprio Wright.

### Planejamento

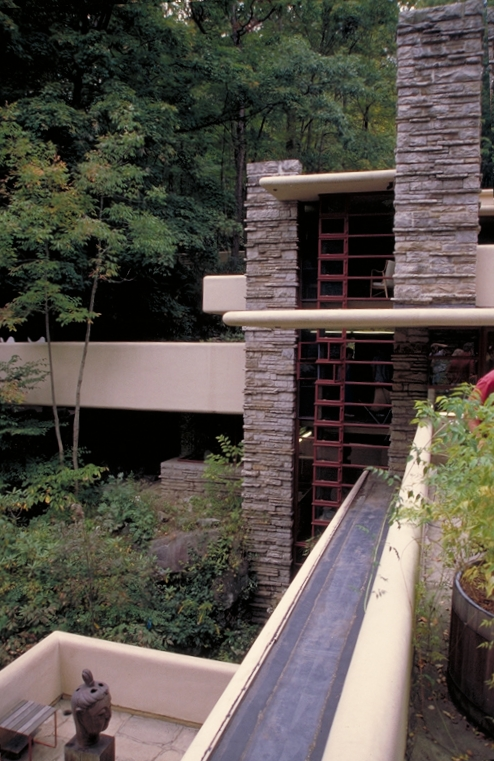
A fachada da Casa da Cascata inclui arenito, concreto armado, metal e vidro

A Casa da Cascata é uma de três grandes edifícios projetados por Wright no final da década de 1930, junto com a Sede da Johnson Wax em Racine e a Primeira Casa de Herbert e Katherine Jacobs em Madison, ambas em Wisconsin. Wright tinha 67 anos quando foi contratado no final de 1934 como o arquiteto daquilo que se tornaria Casa da Cascata, tendo projetado apenas dois edifícios nos seis anos anteriores. Ele queria escolher um local que tivesse "características que fazem o personagem", com Kaufmann Jr. comentando que Wright ficou animado pela paisagem de Bear Run depois de visitá-lo. Os Kaufmann queriam que Wright projetasse uma casa que ficasse bem distante da estrada. O arquiteto visitou Bear Run em dezembro de 1934 e pediu por uma avaliação da área ao redor da cascata. Sua equipe criou modelos da casa em um terreno no Arizona, com Wright pedindo que os Kaufmann listassem todas as espécies de árvores no terreno. Uma mapa dos rochedos, árvores e topografia do local foi finalizado e enviado para Wright em 9 de março de 1935.
A família pediu a inclusão de um grande espaço de estar e jantar, pelo menos três quartos, um camarim e uma ala de hóspedes e empregados. Kaufmann queria pagar entre vinte e trinta mil dólares na construção. Edgar Tafel e Robert Mosher, aprendizes de Wright, foram aqueles que mais se envolveram no projeto da casa, enquanto Mendel Glickman e William Wesley Peters foram os engenheiros estruturais. Wright adiou seus esboços para a casa de veraneio dos Kaufmann enquanto criava outro projeto para Kaufmann. Ao mesmo tempo, Wright continuou a formular os planos para a orientação da casa, materiais, forma geral e tamanho. Kaufmann ligou para Wright em 22 de setembro de 1935 para lhe informar que visitaria Taliesin. Os aprendizes divergiram sobre o que aconteceu em seguida, mas os esboços estavam completos quando Kaufmann chegou duas horas depois. Diferentemente das afirmações  de que Wright ignorou o projeto por nove meses antes de esboçá-los apressadamente, ele na verdade já os tinha criado mentalmente e escrito a respeito várias vezes para Kaufmann.
O plano de Wright era para uma estrutura em balanço exposta. A casa foi colocada na margem norte de Bear Run, orientada trinta graus no sentido anti-horário a partir do sul para que todos os aposentos recebessem luz natural. Também incluía terraços parecidos com saliências rochosas. Kaufmann achava que a casa ficaria a jusante das cascatas, permitindo que a família olhasse para elas. Isto deixaria a casa virada para o norte com luz natural abaixo do ideal, assim Wright a projetou sobre a cascata. Ele explicou a Kaufmann: "Eu quero que vocês vivam na cascata, não que olhem para ela". Wright enviou seus planos preliminares para a aprovação de Kaufmann em 15 de outubro de 1935 e visitou o terreno novamente depois disso. A família Kaufmann ficou impressionada com o projeto e Wright continuou a trabalhar nele.
A equipe de Wright completou desenhos detalhados em janeiro de 1936, tendo poucas alterações em relação aos esboços iniciais. A equipe de Wright enviou os planos para Kaufmann no mês seguinte e os trabalhadores começaram a construir uma parede de amostra. Kaufmann pediu que engenheiros em Pittsburgh revisassem as plantas, que eram de um projeto altamente experimental. Os engenheiros foram contra a construção no local, citando pelo menos oito questões estruturais. Kaufmann ou Wright supostamente mandaram que esse relatório foi selado dentro do edifício, porém sabe-se que Kaufmann manteve consigo uma cópia. A equipe estava em seu oitavo conjunto de desenhos no início de 1937. Wright adicionou um terceiro andar e rearranjou alguns alguns aposentos nos planos finais.

### Construção
Kaufmann escreveu que pensava constantemente sobre a casa, "que se tornou parte de mim e uma parte da minha vida". Wright visitava a cada quatro a seis semanas, nomeando Mosher como seu representante no local. Wright contratou Walter J. Hall como empreiteiro. Earl Friar, ex-funcionário de Hall, foi contratado como consultor de concreto armado. Kaufmann Jr. se envolveu bastante e atuou como intermediário entre seu pai e Wright, enquanto vários funcionários da Kaufmann's e família estendida também trabalharam no local. A construção foi tocada por trabalhadores locais, muitos dos quais inexperientes; eles recebiam de 35 a 85 centavos por hora dependendo do nível de habilidade. A construção foi caracterizada por conflitos entre Wright, Kaufmann e os empreiteiros, pois Wright priorizava a estética acima de quaisquer preocupações estruturais. Mosher acabou supervisionando quase toda a obra por causa da falta de jeito e atitude descuidada de Hall.

#### Concreto e alvenaria

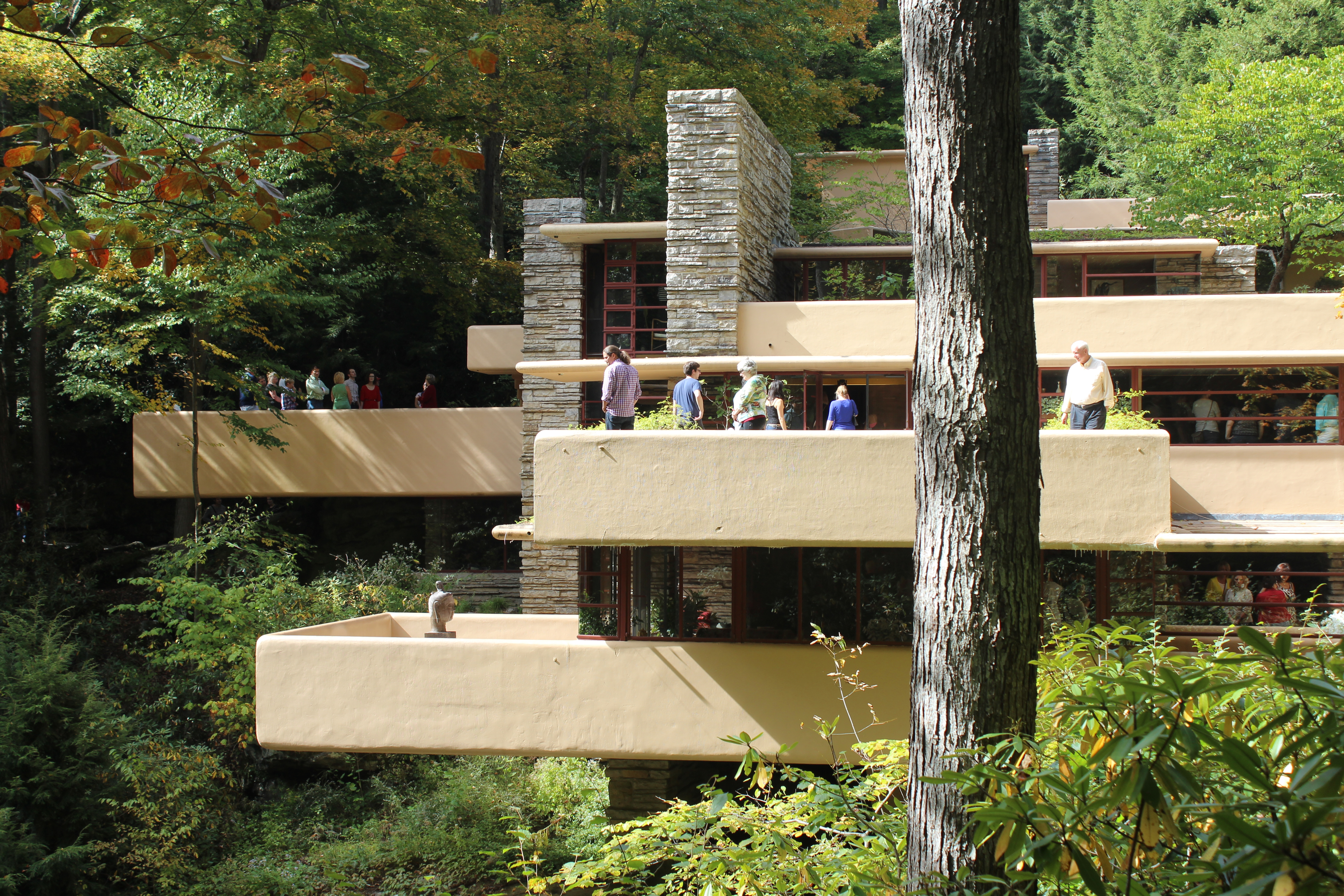
Vista do outro lado de Bear Run

Uma pedreira desativa próxima foi reaberta no final de 1935 para fornecer as pedras para a casa, porém a construção da fundação só foi começar em abril de 1936. As obras já estavam atrasadas. Norbert James Zeller, o empreiteiro da alvenaria, começou a construir a ponte de acesso pouco depois; ele foi depois demitido por disputas com Wright e Kaufmann. Mosher, em uma visita ao pouco depois, perguntou onde o nível principal da casa ficaria e Wright o instruiu a usar um dos pedregulhos como referência de datum. A ponte de acesso e os rodapés de três dos "reforços" da casa, também chamados de pegões, tinham sido terminados em junho. Entretanto, Mosher mandou que os reforços fossem reconstruídos depois de receber plantas revisadas de Taliesin. O porão estava escavado em julho, mesmo com atrasos na entrega da madeira vinda de Algoma.
O concreto da cofragem do terraço do primeiro andar foi derramado em agosto, enquanto os trabalhos de alvenaria chegaram no segundo andar no mesmo mês. Kaufmann pediu que a firma de engenharia Metzger-Richardson elaborasse planos para um vergalhão extra no concreto. Wright rejeitou isso porque acreditava que o aço extra iria sobrecarregar os terraços, também rejeitando a ideia de construir suportes adicionaisno leito de Bear Run. Os empreiteiros mesmo assim adicionaram o vergalhão secretamente, com Wright mandando Mosher voltar para Taliesin ao descobrir sobre isso. Wright escreveu furioso para Kaufmann: "Eu investi muito mais nesta casa do que você ou qualquer outro cliente tem o direito de esperar, que se eu não tiver sua confiança, que se dane tudo isso". O aço extra permaneceu mesmo com Kaufmann expressando sua confiança em Wright. O concreto do terraço do segundo andar foi derramado em outubro, com Tafel substituindo Mosher como supervisor.
Os empreiteiros não inclinaram a cofragem para levar em conta o assentamento e deflexão. O parapeito rachou em dois lugares pouco depois do concreto ter sido derramado. Wright tentou tranquilizar Kaufmann dizendo que concreto rachado era normal e seguro, mas Kaufmann Jr. permaneceu cético. O terraço do primeiro andar afundou em 4,4 centímetros depois da cofragem ser removida. Glickman supostamente confessou a Mosher que tinha esquecido de levar em conta a compressão sobre as vigas de concreto, porém o historiador Franklin Toker duvida que isso aconteceu. Wright atribuiu a caída à altura do parapeito e elaborou planos para reforçar o terraço ocidental e o telhado acima do quarto do segundo andar. Outros problemas surgiram: cinco grandes rachaduras foram detectadas até dezembro. Mosher foi restaurado como supervisor e o engenheiro de Kaufmann instalou em janeiro de 1937 uma parede de pedra sob o terraço ocidental do segundo andar. Wright mandou que Mosher removesse a fileira superior de blocos quando descobriu sobre a existência da parede; esta foi totalmente desmontada depois.

#### Finalização

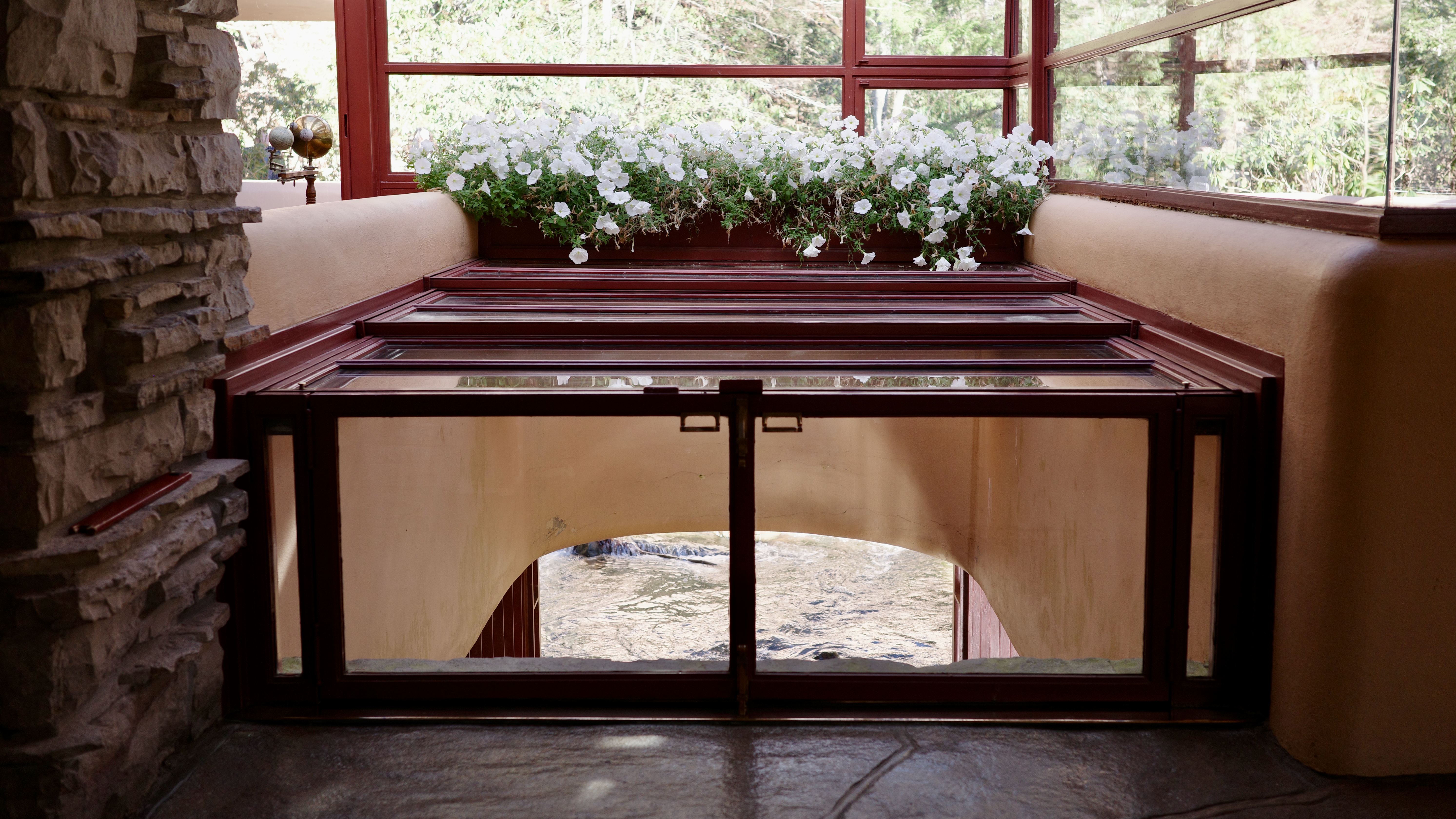
A escotilha da escada da sala de estar

A instalação dos acabamentos internos começou no início de 1937. A Hope's Windows Inc., uma empresa de Jamestown em Nova Iorque, fabricou as vidraças corrediças e a escotilha da escada da sala de estar, enquanto a Pittsburgh Plate Glass fabricou as janelas. Wright também sugeriu revestir os exteriores com folhas de ouro; não se sabe se ele fez essa sugestão brincando ou falando sério. Independentemente, Kaufmann contratou um empreiteiro de folhas de ouro que rejeitou a ideia, então Wright depois sugeriu finalizar a fachada em mica branca. Wright supostamente decidiu a cor final, um tom de ocre, depois de pegar uma folha seca de rododendro; ele encomendou tinta impermeável da DuPont. À pedido de Kaufmann, uma piscina de imersão foi adicionada no pé da escada da sala de estar, com um grande pedregulho sendo mantido no chão da sala de estar.
Os ladrilhos do assoalho foram sendo colocados em meados de 1937, enquanto testes foram realizados nos terraços. Além disso, os empreiteiros refinaram os planos de detalhes como as cores das tintas metais. Os ladrilhos de cortiça nos banheiros foram especialmente problemáticos, pois precisavam ser instalados em superfícies curvas. Wright contratou a Gillen Woodworking Corporation de Wisconsin para fabricar as mobilhas da casa. Os Kaufmann se mudaram para a casa em novembro, mas as mobílias da casa principal só foram ser terminadas em 1938. Wright concebeu o nome Casa da Cascata por volta dessa mesma época; a casa anteriormente era conhecida como a Residência de E. J. Kaufmann ou a Casa de E. J. Kaufmann. Algumas propriedades rurais estadunidenses tinham nomes (como Biltmore, Monticello e Mount Vernon), porém os Kaufmann nunca usaram o nome Casa da Cascata.
Wright começou a planejar a ala de hóspedes para substituir um chalé que ficava em uma colina atrás da casa principal. Ele finalizou as plantas em maio de 1938, porém os Kaufmann inicialmente foram contra a disposição do interior e a ponte entre a casa principal e a ala. Wright apresentou os planos finais em abril de 1939 e Kaufmann Jr. modificou as decorações e mobiliários da casa principal. A ala de hóspedes estava sendo finalizada em setembro. O orçamento da Casa da Cascata estourou significativamente. O custo final da casa e da ala de hóspedes foi de 155 mil dólares. Isto foi quatro vezes o orçamento original de Kaufmann, que por sua vez era dez vezes o custo médio de uma casa de quatro cômodos na Pensilvânia na época. Mais 22 mil dólares foram gastos entre 1938 e 1941 em detalhes e modificações adicionais.

## Uso como casa

### Primeiros anos

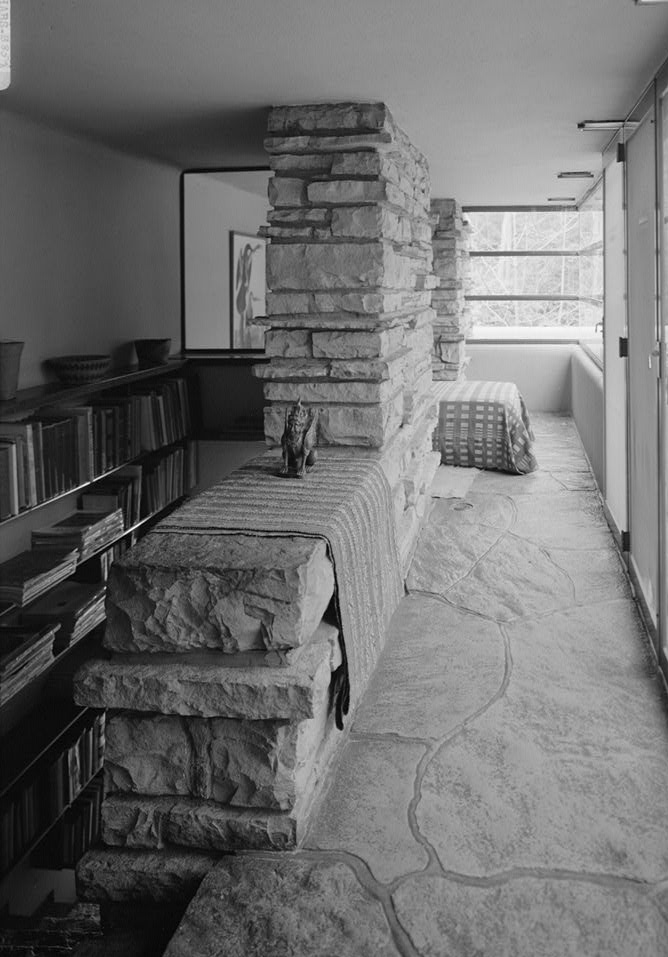
O quarto de Kaufmann Jr.

A família Kaufman usou a Casa da Cascata como residência de fim de semana por 26 anos. Eles costumavam pegar um trem até a estação de Bear Run, onde então um motorista os levava para a casa. Herbert Ohler foi o zelador da propriedade até 1939, sendo então substituído por Jesse Hall. Poucas mudanças ocorreram depois da ala dos hóspedes ter sido finalizada. Os Kaufmann ocasionalmente convidavam algumas pessoas para a Casa da Cascata. Convidados incluíram o cientista Albert Einstein e os artistas Diego Rivera, Pablo Picasso e Peter Blume. Obras de arte foram adicionadas à residência com o passar dos anos. Parte da propriedade pegou fogo em abril de 1941, porém a casa não foi danificada. O celeiro de laticínios da propriedade pegou fogo em janeiro de 1945, mas a casa novamente ficou intacta.
A casa começou a mostrar sinais de deterioração pouco depois de ser finalizada. Havia vazamentos em cinquenta lugares, porém investigações posteriores descobriram que os vazamentos tinham surgido por erros dos construtores. A condição cada vez pior dos terraços fez Kaufmann contratar um agrimensor em 1941. Kaufmann, contrariando os conselhos de seu agrimensor, não expandiu a parede sob o terraço ocidental. Os terraços foram avaliados outras dezesseis vezes entre 1945 e 1955. Rachaduras periodicamente ressurgiam apesar de reparos ao parapeito. Os problemas na Casa da Cascata eram tão numerosos que Kaufmann chegou a chamá-la de "Mofo Crescente".

### Pós-guerra
A família começou a passar o inverno em Palm Springs, na Califórnia, depois de Kaufmann construir uma casa lá após o fim da Segunda Guerra Mundial. Wright expandiu a cozinha da Casa da Cascata em 1946, também elaborando planos para expansões nunca construídas na área de jantar e no vestíbulo. Elsie Henderson foi contratada como a chef da casa em 1947, trabalhando nesta função pelos dezesseis anos seguintes. Trabalhadores instalaram suportes sob o segundo andar em 1950 e 1953 para impedir que afundasse. Kaufmann percebeu que algumas janelas começaram a rachar e que algumas portas deixaram de abrir facilmente. Além disso, por volta da mesma época, seu casamento com Liliane ruiu e ela passou a querer construir uma casa em Ohiopyle. A família no longo prazo queria doar a Casa da Cascata.
Liliane morreu em 1952 e Kaufmann três anos depois. Kaufmann Jr. continuou a usar a casa após a morte de seus pais. Ele acabou com as avaliações estruturais anuais da Casa da Cascata e em vez disso fez com que seu chefe de manutenção passasse a monitorar os terraços. Kaufmann Jr. também abandonou a fazenda e moinho da propriedade, plantando cem mil pinheiros no local, também reforçando a escotilha da sala de estar. A seção oriental do telhado foi reconstruída em 1954. A sala de estar foi inundada durante uma tempestade dois anos depois; as mobilhas foram seriamente danificadas, mas a casa em si não sofreu danos estruturais. Nesta altura, o afundamento e entortamento dos terraços tinha deformado as armações das janelas e suportes precisaram ser instalados no terraços, enquanto o telhado passou por reparos e a escada entre a sala de estar e o Bear Run foi reconstruída. Hall se aposentou como zelador e superintendente da Casa da Cascata em 1959.

## Uso como museu

### Décadas de 1960 e 1970

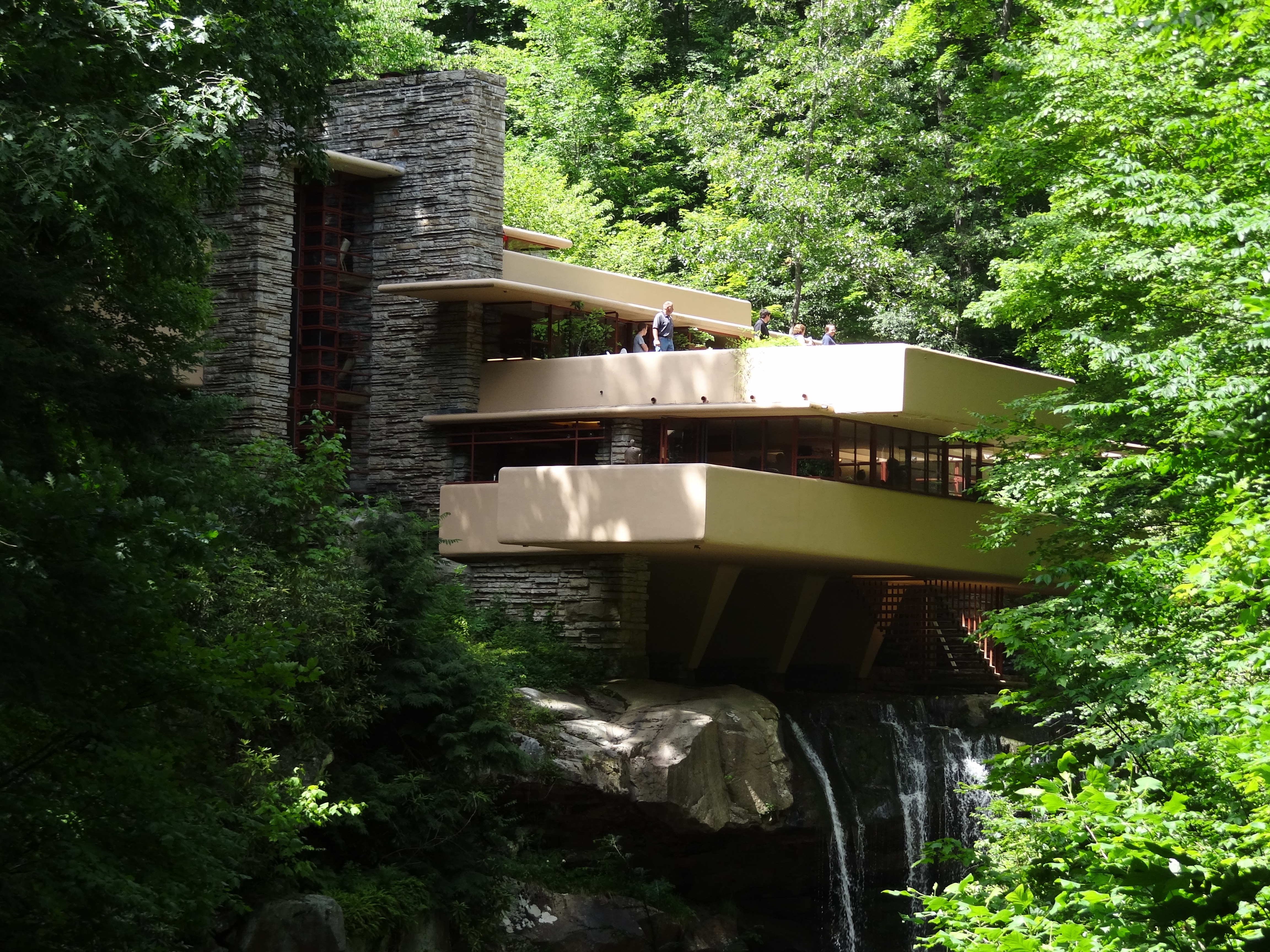
A Casa da Cascata vista da margem oposta de Bear Run

Kaufmann Jr. anunciou em setembro de 1963 que doaria a casa e aproximadamente 610 hectares de terreno para o Conservatório da Pensilvânia Ocidental (WPC). Em troca, o WPC concordou em abrir a casa ao público como um museu-casa. Muitas das casas de Wright estavam na época sendo demolidas ou alteradas. O conservatório assumiu o controle em 29 de outubro, com o governador William Scranton fazendo um discurso na cerimônia. Kaufmann Jr. deu quinhentos mil dólares ao WPC para manutenção, bem como cinco pagamentos anuais de trinta mil dólares para programas educacionais. Um jornal local escreveu: "Somos de fato afortunados aqui no Condado de Fayette em ter tal beleza". O museu foi dedicado à memória de Liliane e Edgar J. Kaufmann. O terreno do WPC cresceu depois para dois mil hectares, tornando-se a Área Natural de Bear Run.
O WPC tentou recriar a aparência original da casa, mobilhando os aposentos com as posses da família. Kaufmann Jr. levou algumas das obras de arte para suas residências em Nova Iorque e adquiriu outras obras para o museu. Visitas guiadas começaram em julho de 1964, ocorrendo entre abril e novembro. Os visitantes podiam entrar na maioria dos aposentos, mas os ingressos precisavam ser comprados antecipadamente. Kaufmann Jr. permaneceu envolvido com o WPC e a Casa da Cascata pelo resto da sua vida, visitando duas vezes por ano até morrer em 1989. A casa começou a receber bolsistas residentes em 1967, com Edward A. Robinson sendo nomeado o supervisor do museu em março de 1970. Membros do WPC passaram a receber ingressos gratuitos duas vezes ao ano a partir de 1973.
A fachada foi repintada em meados de 1972, com o WPC adicionando uma loja de presentes no ano seguinte. O WPC começou no início da década de 1970 a planejar um centro de visitantes, contratando o arquiteto paisagista William G. Swain para renovações na propriedade. O conservatório construiu novos caminhos, repavimentou trilhas existentes com cascalho =e adicionou pequenas lojas de artesanato. A Casa da Cascata foi repintada várias vezes pelo passar dos anos, com o WPC realizando uma grande renovação do exterior em 1976. Mofo e repetidos ciclos de congelamento e descongelamento causaram danos com o passar do tempo. O WPC depois disso começou a consertar a fachada a cada três ou quatro anos. O pavilhão de visitantes ainda estava sendo desenvolvido em 1977; o nova estrutura teria um loja, um centro de recepção e uma creche. O pavilhão original, projetado por Grant Curry Jr., foi inaugurado em abril de 1979 e destruído por um incêndio dois dias depois.

### Décadas de 1980 e 1990

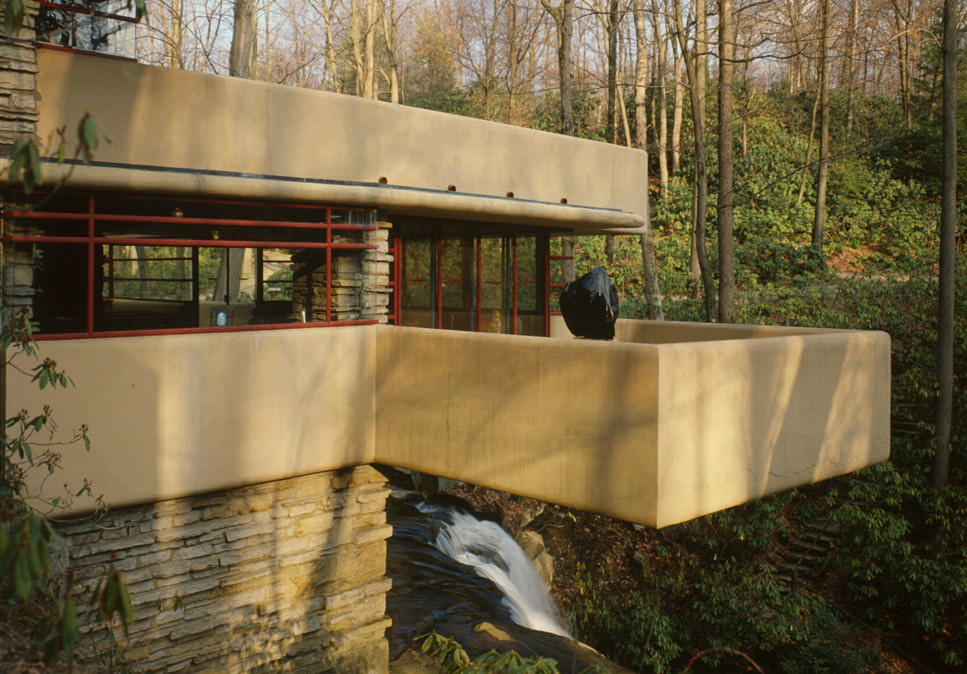
Os terraços em balanço estavam entortando bastante na década de 1980

O pavilhão de visitantes foi reconstruído, com oitocentos mil dólares obtidos da Fundação Edgar J. Kaufmann. O WTC contratou o arquiteto Paul Mayén para reprojetar o pavilhão junto com Curry e a Martin & Highberger. O pavilhão foi parcialmente reaberto em julho de 1980 e reinaugurado em junho de 1981. As treliças da entrada da casa foram substituídas em 1982 após uma tempestade. O WPC começou limitadas visitas de inverno em janeiro de 1984. As despesas anuais na época eram de quatrocentos mil dólares; apesar do grande número de visitantes, o WPC estava no equilíbrio contábil. Lynda Waggoner foi nomeada a curadora da casa no ano seguinte, sendo depois promovida a diretora. Um restaurante foi aberto no centro de visitantes em 1985. O WPC estava gastando pelo menos quinhentos mil dólares em reparos no final da década. A organização restaurou 182 peças de mobília para o aniversário de cinquenta anos da Casa da Cascata, contratando um empreiteiro de Wilkinsburg para fazer uma impermeabilização. A marcenaria e terraços foram reparados, enquanto as janelas substituídas.
A chuva ácida e ciclos de congelamento e descongelamento tinham causado deteriorações ao final da década de 1980. A casa era vulnerável a danos causados pela água porque o local é sempre úmido. Apesar da maioria dos vazamentos terem sido consertados, a chuva e neve ainda acumulavam nos terraços e telhado, com a água entrando pelas paredes. Além disso, os terraços tinham entortado em 18 centímetros, inclinando em quase dois graus. O WPC contratou John Seekircher em 1992 para consertar a escotilha da sala de estar, que há duas décadas não era aberta. Waggoner também planejou repintar a casa, algo complicado pelas rígidas regulamentações ambientais a cerca de Bear Run.

### Renovações
John Paul Huguley, um estudante de engenharia, foi quem primeiro identificou problemas com os terraços em meados da década de 1990. O WPC contratou o engenheiro Robert Silman para fazer uma avaliação dos terraços e projetar um conserto permanente. A empresa de Silman confirmou que as rachaduras dos terraços estavam crescendo. Os modelos de computador de Silman indicaram que existia um risco dos terraços caírem,, porém Larry Schweiger, o chefe executivo do WPC, afirmou que esse risco não existia. Waggoner comentou que os terraços eram tão quebradiços que os visitantes podiam senti-los balançando. Vigas temporárias foram instaladas em 1997 ao custo de 140 mil dólares. A intenção era ajudar a aliviar os estresses das estruturas em balanço. Uma seção do chão foi cortada, adicionando uma abertura de vidro; o sofá da sala de estar foi removido. Fundações temporárias foram instaladas no leito do córrego, enquanto o próprio Bear Run foi desviado para que trabalhadores pudessem acessar mais facilmente os terraços. Dois terraços foram fechados temporariamente enquanto os reparos eram realizados.
A firma de engenharia Wank Adams Slavin Associates foi contratada para projetar um restauração em grande escala. Silman elaborou planos para implementar betões com pós-tração nas lajes ao empurrar cabos de aços de alta resistência através das vigas. A ideia de levantar a casa com um macaco foi considerada inviável porque exacerbaria as rachaduras. Um painel de engenheiros e arquitetos apoiou a proposta de Silman no início de 1999, com o WPC angariando no mesmo ano seis milhões de dólares para reparos estruturais. O WPC também discutiu os problemas com engenheiros, historiadores e arquitetos de todo o mundo, incluindo Eric Lloyd Wright, o filho de Frank Lloyd Wright. Os trabalhos foram adiados em dois anos enquanto o WPC reunia dinheiro. A Fundação Getty doou setenta mil dólares para a investigação dos problemas estruturais, com a casa recebendo aproximadamente novecentos mil dólares do programa federal Salve os Tesouros da América. O governador Tom Ridge da Pensilvânia também concedeu 3,5 milhões de dólares, enquanto doadores particulares contribuíram com mais 7,2 milhões de dólares.
Os trabalhos começaram no final de 2001 e foi estimado na época que a restauração custaria aproximadamente 11,5 milhões de dólares. A extremidade externa do terraço do primeiro andar foi elevada em aproximadamente treze milímetros. A fase de pós-tração custou por volta de quatro milhões de dólares e foi finalizada em seis meses. Os terraços permaneceram com uma inclinação perceptível, mas a pós-tração impediu mais danos. O WPC também planejou fortalecer um dos terraços usando fibras de carbono, reconstruir a escadaria da sala de estar para o córrego e consertar os danos causados pela água. Pamela Jerome da Wank Adams Slavin elaborou planos para instalar membranas de telhado a fim de melhorar a drenagem. Chuva ácida e emissões de uma usina termoelétrica de carvão próxima forçaram o exterior a ser repintado mais uma vez. Sinalizações, caminhos e elementos paisagísticos também foram reformados. A Casa da Cascata foi conectada com o sistema de água municipal pela primeira vez. O número de visitantes aumentou depois das renovações, que estavam praticamente terminadas em 2003. A casa recebeu cem mil dólares para paisagismo no final de 2003, enquanto no ano seguinte as estradas de entrada foram reconfiguradas e o sistema de esgoto finalizado.

### Década de 2000 em diante

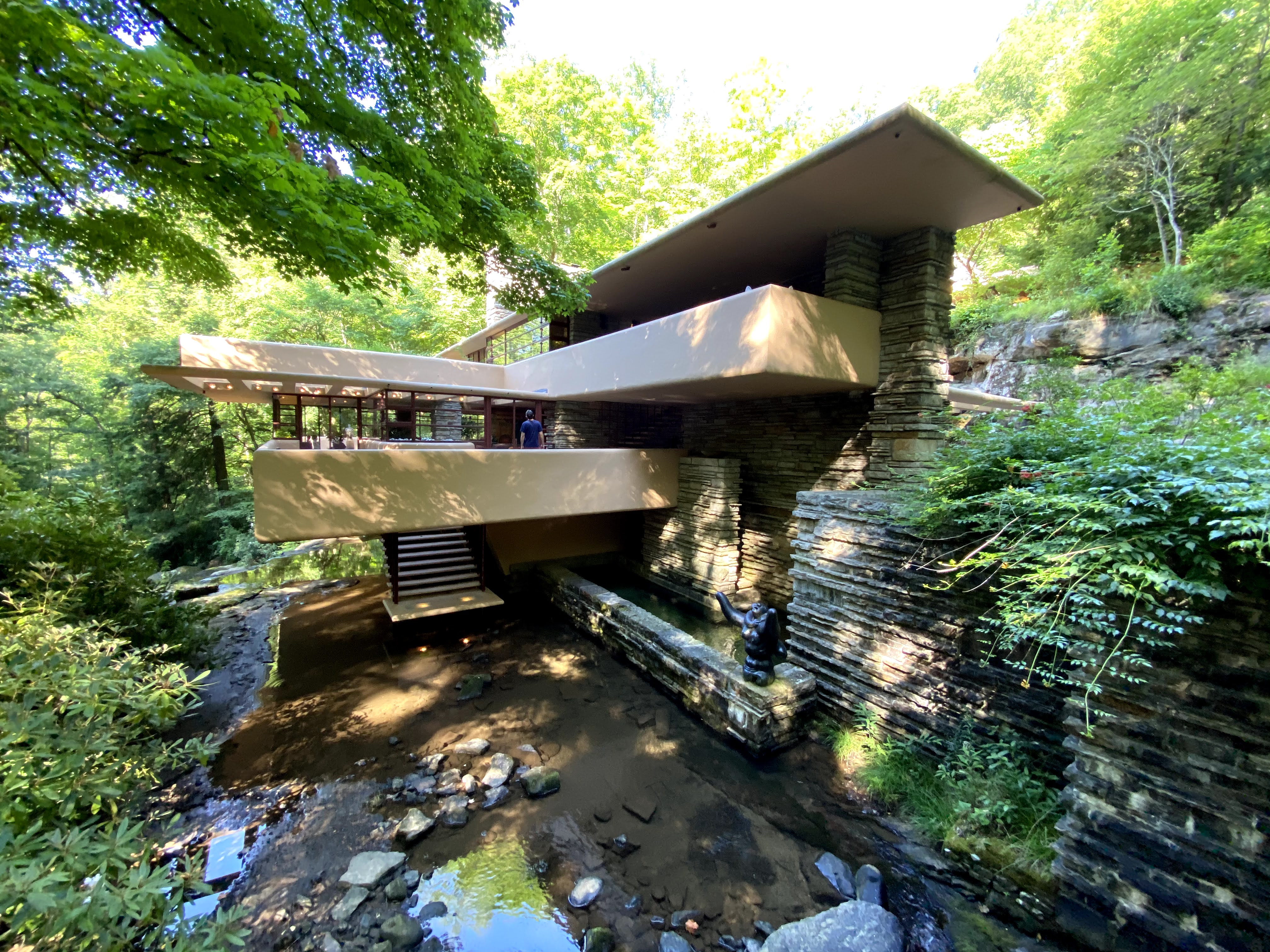
A Casa da Cascata e o córrego de Bear Run vistos da ponte de acesso

As renovações terminaram em 2005, com o WPC começando a remover espécies invasoras do terreno. Além disso, 319 janelas foram substituídas depois da PPG Industries, antiga Pittsburgh Plate Glass Company, ter doado painéis de vidro em 2010. O WPC contratou uma empresa de Peekskill em Nova Iorque para ajudar a restaurar as janelas. Um dos paisagistas voluntários da Casa da Cascata criou em 2015 um terraço de cerâmica em uma das plantadoras da casa. Uma das estátuas no terreno caiu e foi danificada durante uma tempestade em julho de 2017, com algumas árvores também sendo danificadas.
Waggoner anunciou em setembro de 2017 que iria se aposentar como diretora, com Justin W. Gunther sendo nomeado seu substituto em março de 2018. Ele elaborou planos para um projeto de impermeabilização de três milhões de dólares que começaria em 2019. O museu foi temporariamente fechado em março de 2020 por causa da pandemia de COVID-19; os espaços à céu aberto foram reabertos em junho. O governo da Pensilvânia concedeu em setembro quase 240 mil dólares para compensar perdas financeiras causadas pela pandemia. Uma matriz de energia solar foi instalada em 2022 para ajudar a gerar energia para a casa principal e ala de hóspedes. O custo da impermeabilização dobrou para seis milhões de dólares por causa da pandemia. O WPC gastou sete milhões de dólares entre 2024 e 2025 para tapar vazamentos; boa parte da impermeabilização da década de 1990 nesta altura já tinha desgastado. Andaimes foram colocados ao redor da casa, que permaneceu aberta para visitação.

## Arquitetura

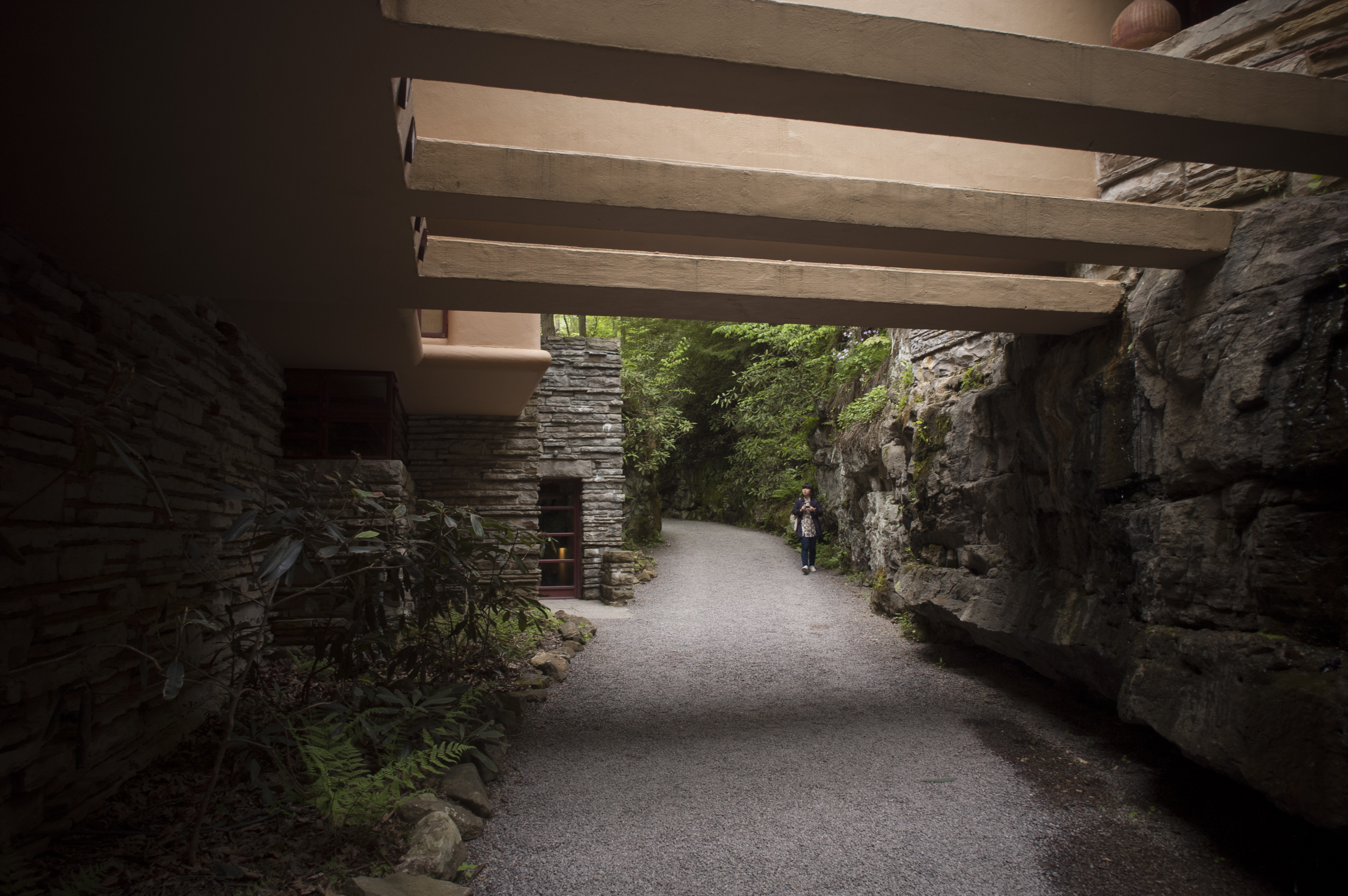
Treliças sobre a entrada de automóveis; a entrada da casa está à esquerda

A Casa da Cascata foi descrita como um exemplo da arquitetura orgânica de Wright. Também já foi descrita como sendo do estilo moderno, mas David Netto do The Wall Street Journal escreveu que o projeto era "um tipo de arquitetura simplificada, artesanal e orgânica" não emulado por outros arquitetos. A ambientação natural do terreno possivelmente foi inspirada na arquitetura japonesa, que Wright gostava. O projeto compartilha elementos com as casas Prairie anteriores de Wright e suas posteriores casas usonianas. Elementos como as treliças vieram da arquitetura italiana, enquanto a cozinha foi inspirada na arquitetura colonial da Nova Inglaterra. O projeto da fachada também tem similaridades com uma vila não construída projetada por Ludwig Mies van der Rohe, já as estruturas em balanço são semelhantes a elementos parecidos nos projetos de Rudolph Schindler. Wright tentou preservar os elementos naturais; por exemplo, instalou treliças e outros elementos ao redor de árvores existentes.
A casa principal tem três andares. Wright tentou misturar a distinção entre exterior e interior, usando os mesmos materiais tanto dentro quanto fora da casa. Ele também queria que, por toda a casa, brisas fossem sentidas e o córrego ouvido. A Casa da Cascata foi construída com arenito de Pottsville, concreto armado, aço e vidros laminados. O concreto é uma mistura de areia, cimento e cascalho do leito do córrego. Toda a marcenaria da casa foi feita a partir de nogueira-preta da Carolina do Norte, que foi escolhida porque não deformava como as outras madeiras. Elementos decorativos, como fileiras de pedras e grãos de madeira, foram orientados horizontalmente. Vários elementos de projeto, incluindo janelas de canto, assentos de espuma de borracha e iluminação indireta, eram incomuns na época que a Casa da Cascata foi construída.

### Exterior

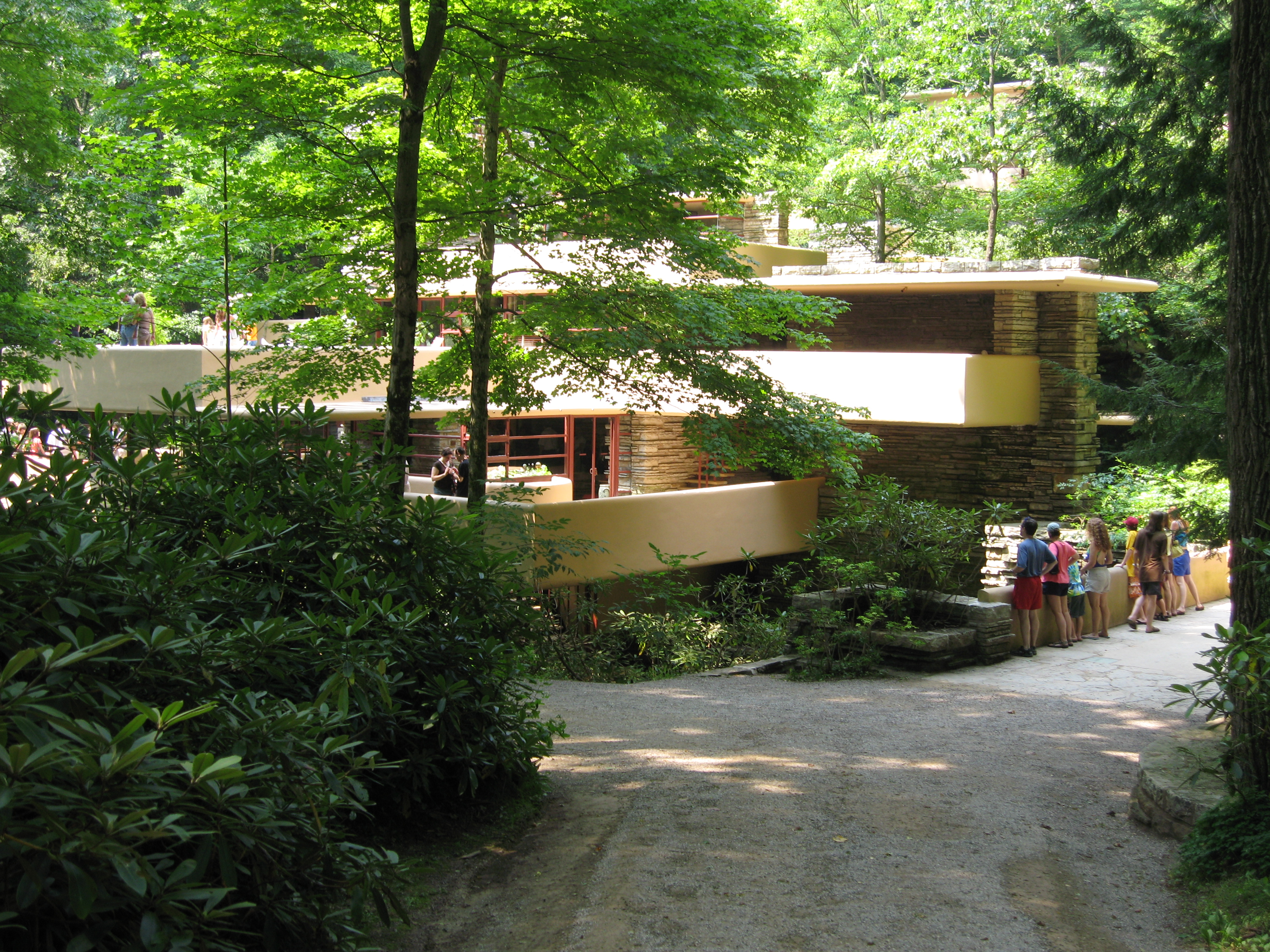
A Casa da Cascata vista do caminho um pouco antes da ponte de acesso

A fachada usa três cores: cinza no arenito, um ocre claro no concreto e um vermelho cherokee no aço. O vermelho foi usado porque Wright acreditava ser uma cor "invencível" da vida e porque era a cor de metal em chamas. As janelas tem armações de metal, sendo pintadas de vermelho. As janelas são embutidas diretamente na fachada, sem maineis verticais visíveis; elas apenas contém travessões horizontais. Alguns cantos tem janelas que abrem para dentro.
O telhado da Casa da Cascata tem bordas arredondadas e é coberto por um cascalho bege que mistura-se com a cor da fachada. A fachada norte tem paredes de alvenaria com recuos com a intenção de replicar as texturas da falésia do lado oposto. A chaminé é coberta por um arenito estriado e eleva-se 9,1 metros acima do primeiro andar.
A casa é acessada depois de se atravessar uma ponte de 8,5 metros de comprimento sobre o Bear Run. Nas duas extremidades da ponte estão vasos feitos de pedra bruta. Há um painel de concreto retangular no meio da ponte com luzes quadradas embutidas. Ao norte da ponte o caminho faz uma curva para o oeste. A entrada da Casa da Cascata é acessada pela entrada de automóveis, esta contendo treliças horizontais acima que também servem de uma porte-cochère. A ponta principal está em um recesso da fachada. Há um pequeno chafariz perto da entrada, onde os Kaufmann costumavam lavar seus pés depois de terem andado pelo córrego.

#### Terraços

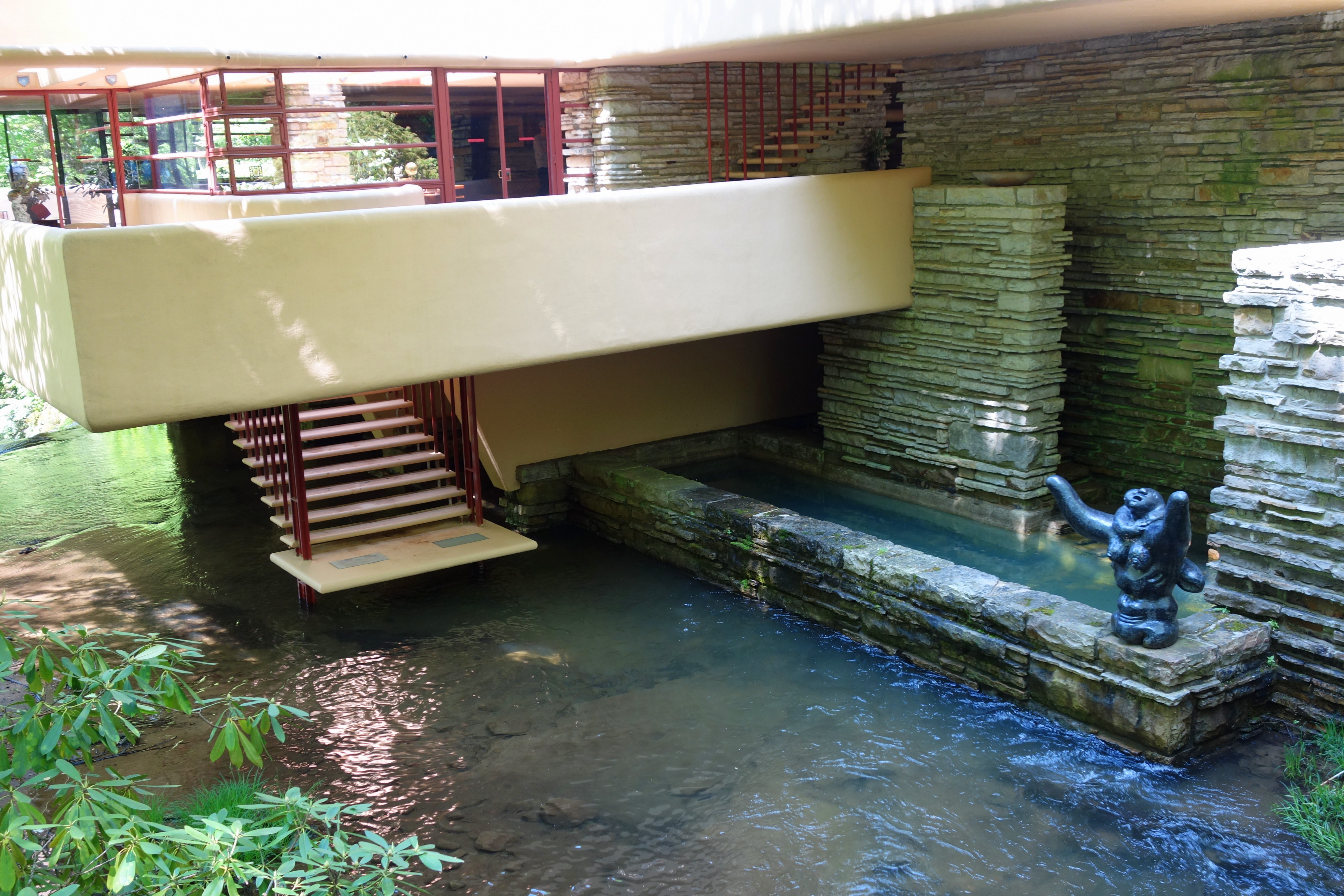
A sala de estar em balanço com a escada para o Bear Run embaixo

A Casa da Cascata tem vários terraços em balanço, todos feitos de concreto. O suporte dos terraços fica em apenas um lado, estendendo-se para fora a partir da chaminé. Todos os terraços têm parapeitos com extremidades arredondadas, cobertas com estuque com a intenção de fortalecer a estrutura. Os parapeitos tem 66 centímetros de altura, muito mais baixos do que o permitido pelos códigos de construção modernos. Estruturas em balanço e concreto armado não eram elementos comuns na época da construção da casa. Wright comparou os terraços com galhos de árvores e, de acordo com um repórter da Associated Press, "uma bandeja balançando nos dedos de um garçom". Os terraços também já foram comparados com bandejas e com uma casa na árvore. Os eixos horizontais dos terraços também contrastam com o eixo vertical da chaminé.
A seção principal da casa, que inclui a sala de estar, está perpendicular ao córrego e estende-se em um terraço fechado. A parte de baixo do terraço é feita de uma laje de concreto armado e é apoiada em uma extremidade por quatro pegões. Há uma grade de vigas em balanço e traves acima da laje, similar em formato com um teto caixotão invertido. Acima da grade estão tábuas de madeira que estão cobertas pelos ladrilhos de pedra do assoalho da sala de estar. Terraços externos adicionais estão ao leste e oeste da sala de estar; o terraço ocidental projeta-se além da parede oeste da cozinha.
Todos os quartos têm um terraço externo. No lado sul do segundo andar há outro terraço que estende-se ainda mais para fora do que a sala de estar abaixo. Esse terraço não tinha vergalhões em pontos chave, assim ficava parcialmente sobre quatro mainéis verticais ao longo da parede sul da sala de estar. Na extremidade oriental do segundo andar estão oito vigas de treliça e uma cobertura de vidro sobre a sala de estar. Há outro terraço acima do segundo andar na extremidade ocidental, esse com escadas levando ao quarto de Kaufmann e à sala de estudos de Kaufmann Jr.. O terraço oriental do segundo andar é o único com uma cobertura.

### Interior

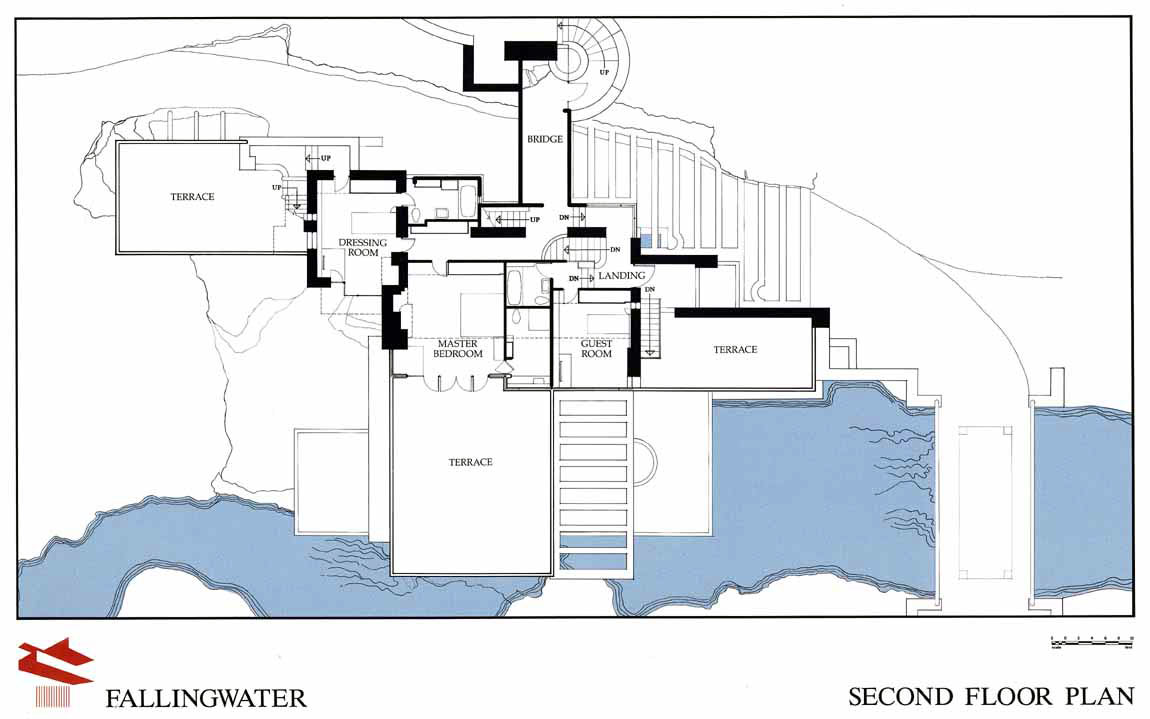
Planta do segundo andar

A planta assimétrica da Casa da Cascata foi vagamente inspirada na planta cruciforme das casas Prairie. Tem uma área de 495 metros quadrados, dos quais 227 metros quadrados são dos terraços externos. Os 268 metros quadrados restantes são espaços internos. Incluindo a ala de hóspedes e terraços, há aproximadamente 740 metros quadrados de espaço. As paredes, chaminé e pegões são de arenito da área ao redor. A superestrutura da casa não usa qualquer tipo de viga universal de aço, mas emprega lajes dobradas de concreto armado para apoio estrutural. Aço foi usado nas janelas e portas. Os pisos tem carpintaria de nogueira-preta e acabamentos de arenito. Os contrapisos dos terraços são feitos de madeira de sequoia.
Há quatro quartos. Espaços menores levam à espaços maiores, um exemplo do princípio de compressão e liberação de Wright; uma fonte descreveu os interiores como "espaços de tamanhos e formatos variados que parecem fluir de um para o outro". O pé direito dos corredores é baixo para impedir vadiagem e criar uma atmosfera parecida com uma caverna. Há janelas nas extremidades dos corredores. Wright reduziu o tamanho dos quartos com o objetivo de encorajar os ocupantes a usarem os terraços. Wright tinha 1,73 metro de altura e projetou a casa a partir da presunção de que uma pessoa mediana tinha sua altura, assim o pé direito mínimo é de 1,93 metro. O pé direito mais alto tem 2,7 metros. Os três aposentos na chaminé, a cozinha do primeiro andar e dois quartos, são os únicos espaços na casa com dimensões iguais. O primeiro andar é acessível para cadeiras de rodas, mas os outros dois não, também não existindo espaço para um elevador.
As decorações internas, incluindo lâmpadas com dentículos e escudos, tinham a intenção de contrastar com o exterior. Alguns elementos internos (como mobílias, estandes e a viga na qual a chaleira da cozinha fica pendurada) estão em balanço, enquanto outros (incluindo nichos e escadas) incorporam arcos circulares. Os espaços são iluminados por iluminação indireta, uma novidade para residências na época da construção da Casa da Cascata. A iluminação consiste principalmente em lâmpadas fluorescentes cobertas por escudos, mas também há luminárias de mesa, que são feitos de bronze com escudos de madeira. Wright colocou os vasos sanitários 27 centímetros acima do chão, pois acreditava que a posição de cócoras era mais saudável do que sentar no topo de um vaso padrão. Além disso, ele revestiu os banheiros com ladrilhos de cortiça, também encomendado chuveiros de tamanho industrial para que as pessoas sentissem que estavam em uma cascata.

#### Primeiro andar

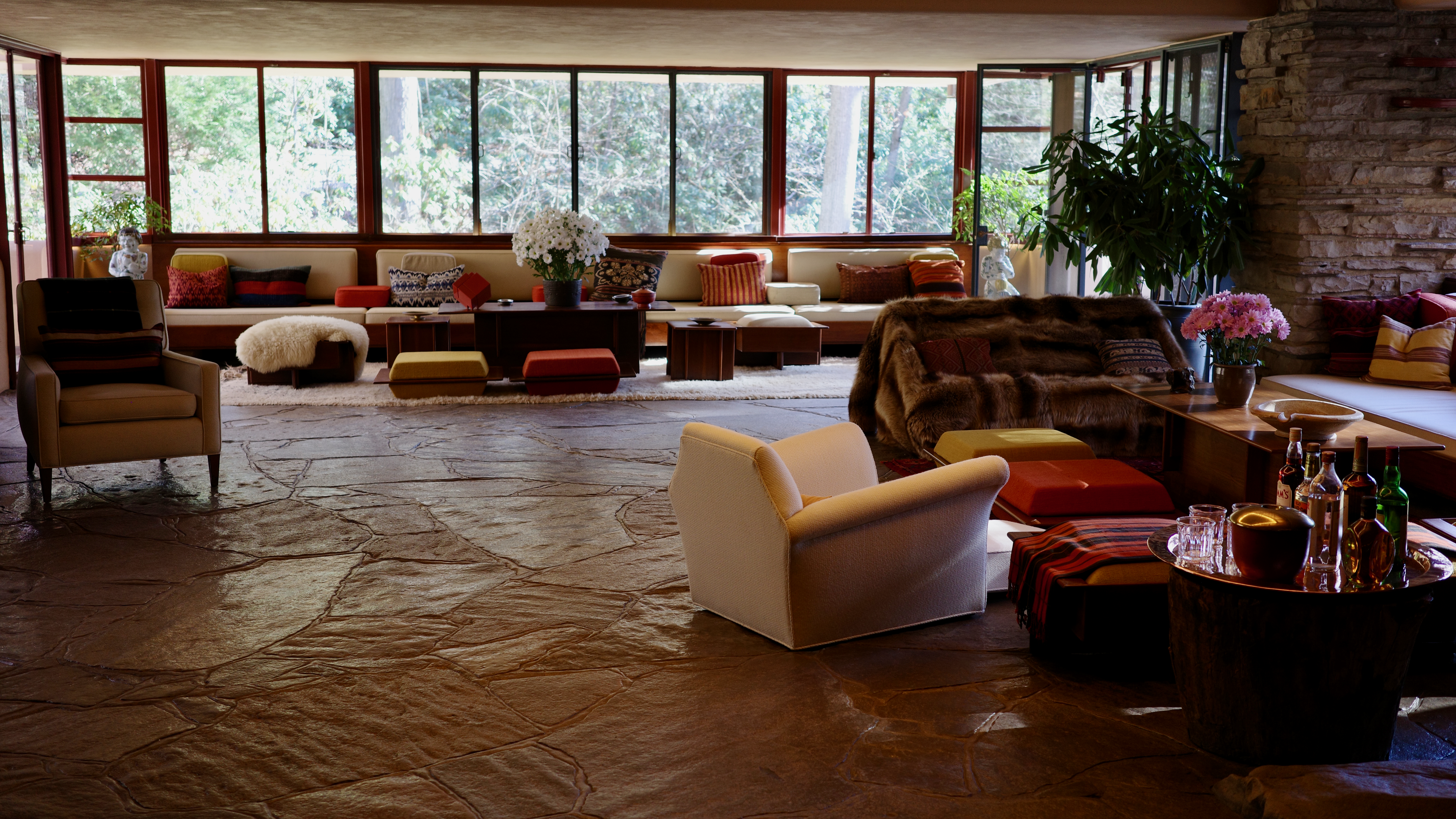
A sala de estar no primeiro andar

O primeiro andar, ou térreo, contém a entrada principal, a sala de estar (em balanço sobre o córrego) e a cozinha. O piso é de pedra encerada, uma alusão ao riacho que flui abaixo. Os pegões dividem a casa em quatro tramos de oeste para leste, cada um medindo 3,7 metros de largura. A entrada principal, no tramo mais oriental, leva a um pequeno vestíbulo com paredes de pedra. Há um nicho para guardar casacos e lenços. Três degraus ascendem do vestíbulo para a sala de estar.
A sala de estar ocupa os dois tramos centrais. Ela também serve de sala de estudo e de jantar, já tendo sido descrita como um salão. Um nicho em uma das paredes era para ter sido uma área de música. Outro nicho de 1,8 metro na parede ocidental inclui uma lareira feita de pedregulhos tirados do terreno. No nicho há uma chaleira de ferro fundido suspensa. Um pedregulho de 2,1 metros projeta-se do chão na frente da lareira. Wright queria raspar o pedregulho, mas Kaufmann insistiu que fosse deixado como estava. A área de jantar, na parede norte, fica ao lado de uma escada de pedra para os andadores superiores. Há uma pequena biblioteca na parede oriental. Dois pegões de pedra no meio da sala apoiam o teto abobadado.
Há janelas em três lados da sala de estar, bem como portas para os terraços ocidental e oriental. Uma escada sobe para o segundo andar a partir do terraço oriental. Também há uma escotilha de vidro na sala de estar que cobre uma escada que desce para o córrego de Bear Run. Kaufmann tinha dúvidas sobre a escotilha, mas Wright e Kaufmann Jr. insistiram que a escada era "absolutamente necessária de todos os pontos de vista". A maior parte da escada está sob uma cobertura, exceto os últimos degraus, que ficam embaixo de um saguão semicircular. As escadas terminam pouco acima do córrego. Há uma pequena piscina de imersão no pé da escada que é enchida com a água oriunda de um reservatório. Os Kaufmann mantinham a escotilha aberta durante o verão.
Uma porta conecta a sala de estar com a cozinha, com esta ocupando o tramo mais ocidental. A cozinha, diferentemente dos outros aposentos da casa, é um espaço utilitário cuja atmosfera já foi descrita como cavernosa. Um anexo fica ao lado da cozinha a oeste. Liliane raramente usava a cozinha.

#### Outros andares

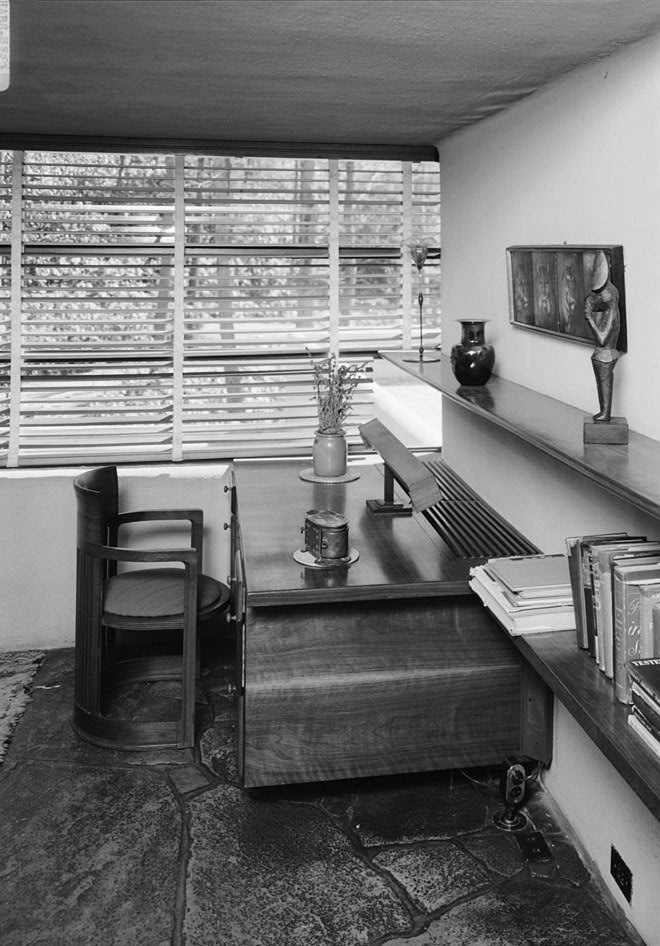
O quarto de hóspedes

A partir do patamar do segundo andar da escadaria, os degraus levam para vários aposentos e terraços. Há dois quartos no segundo andar. O quarto principal fica acima do centro da sala de estar. Ele possui estandes móveis e iluminação de cabeceira customizadas, portas de vidro para um terraço e um lintel ornamentado com três rochas. Há um camarim acima da cozinha, bem como um segundo quarto originalmente usado por hóspedes que fica acima da parte oriental da sala de estar. Esses quartos têm lareiras mais simples. O teto dos quartos diminui de altura de uma parede para a outra. Uma galeria se conecta a uma passarela sobre a entrada de carros, levando para a ala de hóspedes e sendo coberta por um terraço. Próximo da passarela há um jardim de musgo e uma falésia.
A laje de concreto do terceiro andar é dobrada com o objetivo de proporcionar uma resistência estrutural adicional. Há um quarto diretamente acima do camarim do segundo andar, tendo sido usado por Kaufmann Jr. como um sala de estudos. O lintel desta sala é feito de pedra vermelha tirada do terreno da casa. Liliane usava o terraço do terceiro andar como um teto-jardim para ervas. Há um corredor sem saída no terceiro andar cuja intenção original era para que se conecta-se com a passarela sobre a entrada de automóveis, porém a área em vez disso foi usada como o quarto de Kaufmann Jr. Escadas descem até o terraço ocidental do segundo andar.
Também há na casa um porão com espaço para um quarto parcial, armazenamento e uma sala de caldeira, bem como uma adega. Há encanamentos e caldeiras expostas no porão, enquanto os canos de aquecimento estão embutidos nas paredes.

### Ala de hóspedes

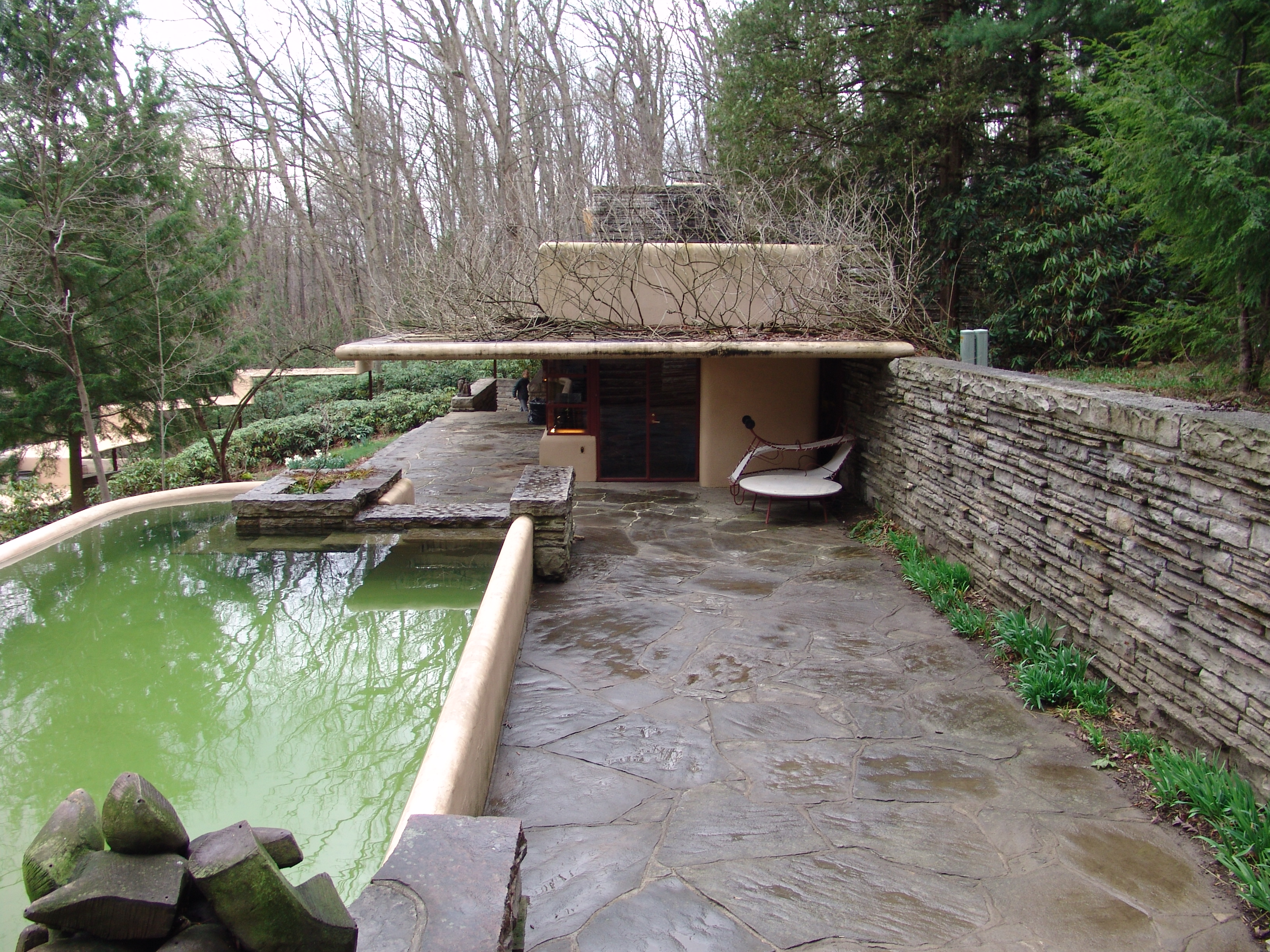
A ala de hóspedes com a piscina ao lado

A passarela da casa principal se conecta com um caminho curvado à céu aberto, que por sua vez conecta-se com a ala de hóspedes e empregados. O caminho fica embaixo de uma cobertura de concreto em degraus apoiada por postes de aço em uma das laterais. O caminho faz uma curva ao redor de onde ficava um carvalho removido em 2001. O caminho incluí uma pequena piscina de pedras com uma escultura e um pedregulho com uma cascata. Esta cascata não era parte dos planos originais, mas foi adicionada depois de uma nascente escondida perto do pedregulho ter sido descoberta.
Os tetos tem normalmente de 2,24 metros de altura. Há uma sala, um quarto e um banheiro. A sala tem um lintel de pedra, um guarda-roupas escondido, janelas em clerestório e prateleiras em uma das paredes, e um banco que também serve de cama. No quarto há um espelho projetado por Kaufmann Jr. Ao lado da ala de hóspedes está uma piscina. Esta tem 9,4 metros de comprimento e 1,8 metros de profundidade, sendo abastecida pela água de uma nascente.
Ao lado da ala de hóspedes está uma garagem com quatro vagas acessadas pela entrada de veículos, também existindo uma parede alta de concreto. A garagem e ala de hóspedes são conectadas por uma chaminé e uma escada rebaixada. Há três quartos e um banheiro acima da garagem, todos para empregados. Estes contém os mesmos acabamentos da casa principal. Estendendo-se a sudeste da ala de hóspedes está um terraço com uma cobertura em balanço. Outra garagem e um segundo andar foram projetados em 1947, porém nunca construídos.

## Coleção
A coleção de itens e obras de arte da Casa da Cascata inclui mais de mil objetos. Não havia ar-condicionado ou mesmo cortinas na casa até a renovação da década de 2000. Estas ausências, junto com a grande umidade e altos níveis de luz ultravioleta, deixaram a coleção especialmente vulnerável a danos.

### Móveis e mobílias

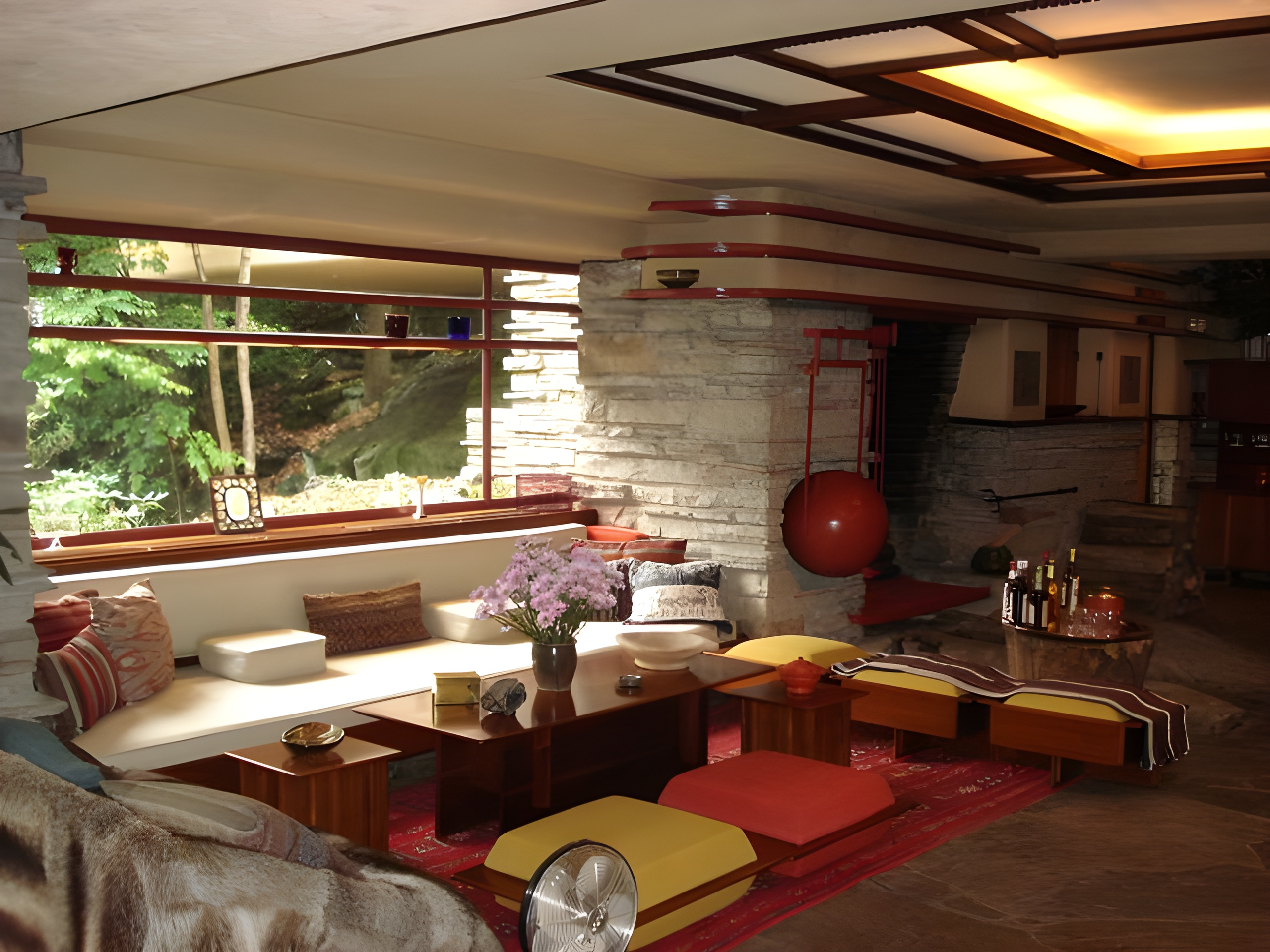
A sala de estar com vários móveis projetados por Wright

Metade das mobílias dentro da Casa da Cascata são embutidas, enquanto a outra metade é móvel. Wright acreditava que seus clientes não deveriam mexer arbitrariamente na decoração, assim ele mesmo projetou a maior parte das mobílias embutidas da casa. Há quase duzentas peças de mobiliário, incluindo guarda-roupas de madeira, cadeiras, gabinetes, mesas e tabelas. Muitos dos objetos possuem acabamentos de nogueira para evitar acúmulo de umidade, enquanto muitas das paredes têm prateleiras e guarnições de madeira. Dentre os móveis originais estão tapetes de pele de carneiro, um sofá de pele de carneiro, assentos de espuma de borracha e mesas em balanço. Kaufmann Jr. ajudou Wright a projetar prateleiras deslizantes para alguns dos armários. O WPC detém os direitos autorais das mobílias projetadas por Wright.
A mesa de jantar expansível da sala de estar, capaz de acomodar até dezoito pessoas, esconde um pegão embaixo. As cabeceiras das camas em todos os quartos estão nas paredes orientais para que assim a família Kaufmann não acordasse com o Sol no rosto. Algumas mobílias, incluindo a escrivaninha na sala de estudos de Kaufmann Jr., possuem recortes arredondados para acomodar as janelas de canto, que abrem para dentro. Também há caixas de radiador de madeira, enquanto na cozinha há gabinetes de metal e um fogão. Os Kaufmann trouxeram outros objetos para a casa, incluindo luminárias da Tiffany. A família também adquiriu objetos durante visitas ao México e por meio das conexões de Kaufmann Jr. com o Museu de Arte Moderna em Nova Iorque. A maior parte dos móveis dos Kaufmann permaneceram no lugar, porém alguns objetos, como tapetes e fronhas, foramm substituídos com o passar dos anos.
Os Kaufmann ocasionalmente rejeitaram algumas sugestões de Wright de decorações e móveis. Por exemplo, Kaufmann recusou projetos de Wright para tapetes, luminárias de chão e cadeiras customizadas. A família ficou insatisfeita com os assentos originais em forma de barril de Wright e compraram bancos de três pernas, que eram mais estáveis no chão irregular da casa. Durante a maior parte da história da casa as janelas não tinham cortinas, pois Wright não queria que as janelas fossem obstruídas. Liliane mandou que persianas fossem instaladas no quarto de hóspedes, enquanto estandes foram instaladas nas janelas da sala de estar.

### Obras de arte
Wright presenteou os Kaufmann com seis xilogravuras japonesas de Hiroshige e Hokusai. O resto das obras de arte foram selecionadas pelos Kaufmann, que gostavam de colecionar artes de várias culturas. As obras multicoloridas contrastam com os tons de ocre, cinza e vermelho do exterior. A casa é adornada com obras de países como Japão, Marrocos e México, bem como artes religiosas. Wright algumas vezes recomendava obras para a família adquirir quando visitava a casa.
A coleção inclui peças como El Sueño de Diego Rivera e The Smoker e The Artist and his Model de Pablo Picasso. O mural Madonna and Child do século XVIII está no patamar da escada no segundo andar. Há um nicho no quarto de Liliane com uma escultura de madeira também chamada Madonna and Child, que foi esculpida c. 1420, enquanto no quarto de Kaufmann há dois bustos esculpidos por Richmond Barthé. A sala de estudo de Kaufmann Jr. tem uma escultura de mármore por Hans Arp e uma paisagem abstrata por Lyonel Feininger. Um retrato de Kaufmann por Victor Hammer está pendurado próximo da área de jantar. Na piscina de imersão está a escultura Mother and Child de Jacques Lipchitz. The Horseman de Marino Marini, uma das obras originais da casa, foi destruída em uma inundação em 1956.
Os outros edifícios e o terreno em si abrigam mais obras de arte. Na ala de hóspedes estão xilogravuras e uma pintura de paisagem criada em 1877 por José María Velasco Gómez, enquanto na piscina de hóspedes está uma escultura por Peter Voulkos. No terreno também há três esculturas por Mardonio Magaña, mais outros itens como o busto de um deus hindu e uma estátua de Buda. Outras obras incluem uma tela de seda por Marcel Duchamp. A coleção foi expandida depois do WPC ter assumido a Casa da Cascata com murais e esculturas de Picasso, Feininger, Luisa Rota e Bryan Hunt. Kaufmann Jr. também doou alguns de seus livros para o museu.

## Administração

### Passeios e programas

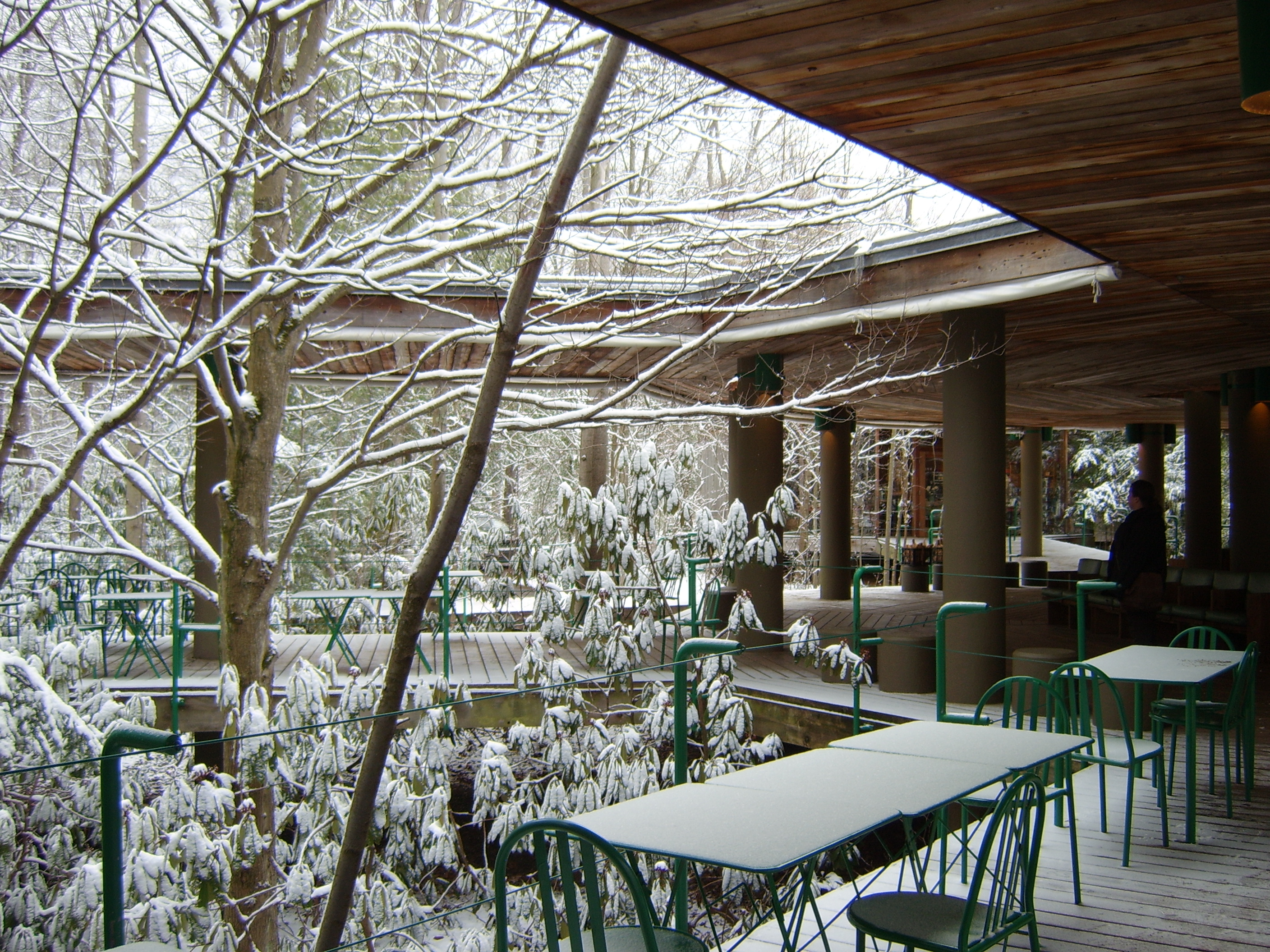
O pavilhão de visitantes no inverno

O WPC administra a Casa da Cascata mais os dois mil hectares da Área Natural de Bear Run ao redor. O WPC organiza passeios pela casa, normalmente ocorrendo entre março e novembro anualmente. Além disso, em dezembro, há passeios aos finais de semana e na última semana do ano. Há vários tipos de passeios que cobrem diferentes partes da casa. Um passeio padrão cobre apenas uma parte da casa e não permite fotografias; fotografias são permitidas em passeios estendidos por toda a casa. Há passeios pré-gravados para pessoas que não falam inglês. O WPC organiza todo final de agosto um "passeio crepuscular" em que os visitantes podem fazer passeios autoguiados antes de um piquenique e concerto ao pôr do sol.
O WPC opera um pavilhão de visitantes. Crianças muito pequenos não podem ir para a casa, ficando em vez disso na creche do pavilhão de visitantes. O WPC começou na década de 1990 a vender móveis com projetos inspirados naqueles da Casa da Cascata, incluindo cadeiras, mesas de café e escrivaninhas. Além disso, o WPC vendeu na década de 2000 joias com peças de concreto tiradas da renovação da casa. A loja do museu opera uma loja temporária no centro de Pittsburgh durante as férias de natal e final de ano. O WPC opera vários programas educacionais para estudantes e professores. Eventos para adultos passarem a noite em Mill Run com passeios particulares pela Casa da Cascata começaram a ser organizadas em 2010.

### Visitação
A Casa da Cascata teve 117 mil visitantes de 66 países e quase todos os estados dos Estados Unidos em seus primeiros dois anos como museu. Os meses mais movimentados inicialmente eram setembro e outubro, parcialmente porque as pessoas iam ver a folhagem durante o outono. Muitos visitantes eram fãs do trabalho de Wright. Visitantes famosos incluíram Joan Mondale, a Segunda-Dama dos Estados Unidos, e também os atores Anne Baxter, Brad Pitt e Angelina Jolie.
A casa recebeu 250 mil visitantes durante a década de 1960, registrando meio milhão de visitantes em 1975, quando estava recebendo 62 mil pessoas anualmente. A marca de um milhão de visitantes foi passada em 1982, época em que a visitação anual estava em 120 mil pessoas. Foi estimado em 1989 que aproximadamente quinze por cento dos visitantes vinham de outros países. A Casa da Cascata registrou quase 130 mil visitantes por ano pelo decorrer da década de 1990, sendo estimado em 1999 que mais de 2,7 milhões de pessoas já tinham visitado o local desde que foi aberto ao público. A revista Contract afirmou em 2001 que a casa estava recebendo 140 mil visitantes anualmente, porém outras fontes da mesma época afirmaram que o número de visitantes anuais era de 120 mil. A visitação anual alcançou 160 mil pessoas na década de 2010. Foi afirmado em 2022 que a Casa da Cascata já tinha recebido cinco milhões de visitantes desde que foi aberta ao público em 1964.

## Impacto
A Casa da Cascata era uma das estruturas de arquitetura moderna mais discutidas no mundo na década de 1960, tendo sido descrita como a residência particular mais famosa do mundo que não pertence a um membro da realeza. Não se sabe se Wright desempenhou um papel ativo na divulgação da casa, mais sua fama ajudou a revitalizar a carreira de Wright. Ele depois disso projetou mais de duzentas estruturas, porém a família Kaufmann nunca o recontratou para outro projeto.

### Recepção

#### Meados do século XX
A Casa da Cascata teve uma aclamação quase universal da mídia estadunidense quando foi finalizada. Helen Johnson Keyes do jornal The Christian Science Monitor escreveu em 1938 que o uso de materiais contrastantes, formas e tons "adicionam tanto encanto para o interior", enquanto a revista Time disse que a casa era o "trabalho mais bonito" de Wright. Augusta Owen Patterson da revista Town & Country comparou os terraços horizontais com um avião e descreveu a casa como "solida e sensível [...] areada com imaginação, com o espírito dos bosques". A Casa da Cascata foi elogiada até mesmo pelos críticos que não gostavam de arquitetura moderna, como Talbot Hamlin, bem como publicações estrangeiras. As únicas revistas arquitetônicas que publicaram uma avaliação negativa da casa quando foi finalizada foram a Charette e The Federal Architect. Wright foi premiado em 1940 com uma medalha de prata do Congresso Panamericano de Arquitetos pelo projeto da Casa da Cascata.
O jornal Pittsburgh Sun-Telegraph escreveu em 1941 que a Casa da Cascata "foi por vários anos o principal exemplo do modernismo". Olgivanna Wright a considerou como "a casa mais dramática que meu marido projetou", também dizendo que era o único edifício de Wright que muitas pessoas conseguiam nomear. Lee McCardle do The Baltimore Sun, duas décadas depois da finalização, disse que era "uma casa bonita e ousada" em sua própria maneira, porém uma "profanidade monumental" em relação com a ambientação natural. Mary O'Hara do Pittsburgh Press, quando a casa foi entregue ao WPC, descreveu a construção como tendo uma "beleza mais profunda". O jornal Newsday elogiou a "pura poesia" da existência da casa, afirmando que ela se misturava com seus arredores naturais. John Dorsey do The Baltimore Sun afirmou que " só poderia ter sido construída por um americano, para um americano". Paul B. Beers do The Evening News escreveu em 1974 que a casa "parece que foi construída ontem".

#### Posterior

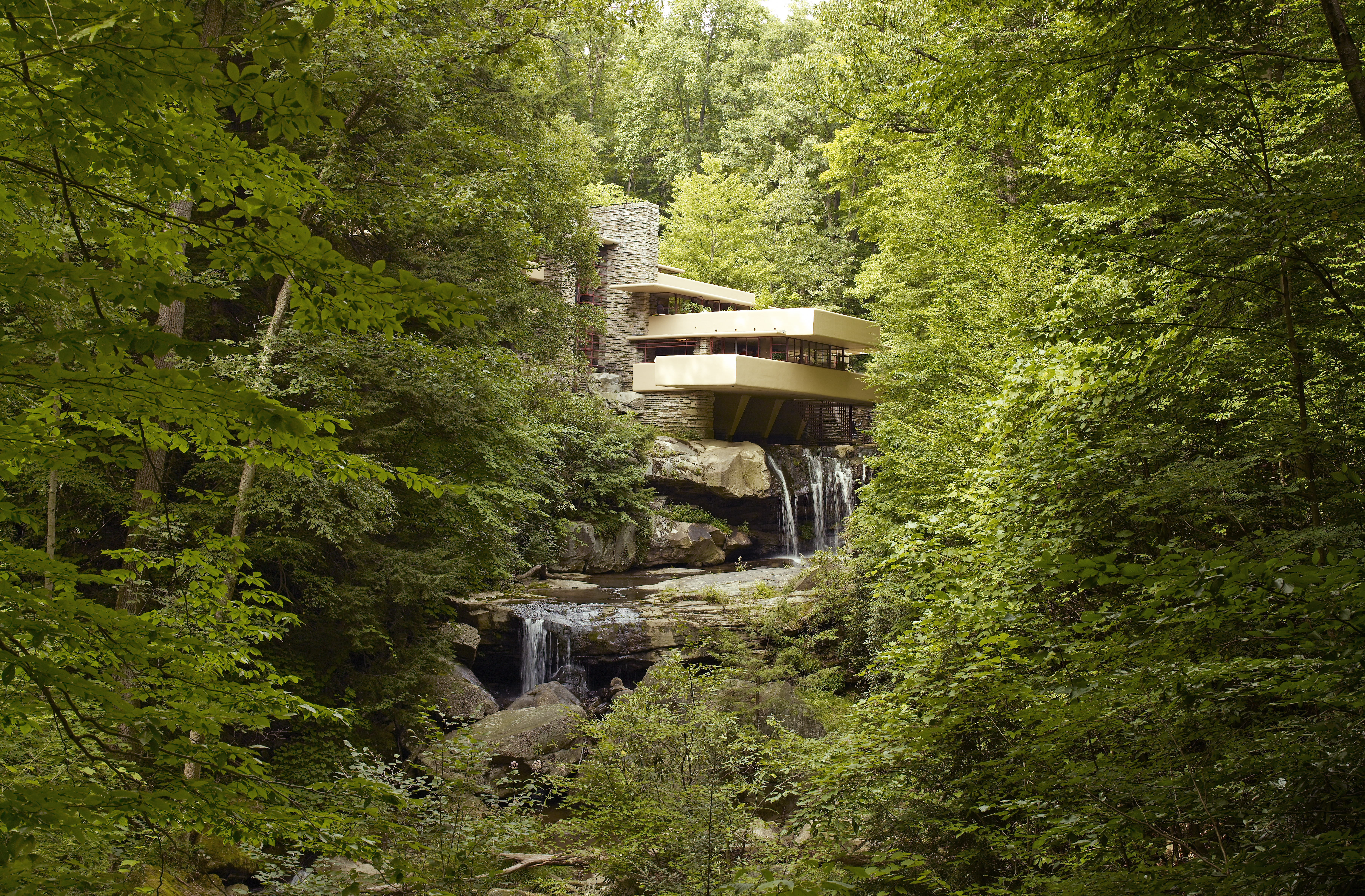
A Casa da Cascata visto do Bear Run

Maxine H. Atwater do The Baltimore Sun elogiou tanto a arquitetura quanto os móveis, considerando que as posses dos Kaufmann davam à Casa da Cascata uma atmosfera de lar. Constance Y. Bramson do The Patriot-News afirmou que a casa mantinha as características de um chalé da montanha, enquanto Thomas Hine do The Philadelphia Inquirer considerou que a casa era ao mesmo tempo confortável e rústica. Julia Cass também do The Philadelphia Inquirer escreveu que a Casa da Cascata era incomumente aconchegante para uma residência do estilo moderno e que os aposentos não eram "pretenciosos, grandiosos nem mesmo luxuosos". Ada Louise Huxtable do The Wall Street Journal comentou que a casa "surpreende e inspira" e que os terraços em balanço eram icônicos. Tanto Vivien Raynor do The New York Times quanto Edwin Heathcote do Financial Times descreveram a Casa da Cascata como uma tréplica ao movimento Bauhaus, já Robert Fulford do National Post caracterizou a construção como um resumo da filosofia de projeto de Wright. Alguns críticos também compararam a Casa da Cascata como uma obra de arte, com o historiador Vincent Scully chamando-a de "uma das obras-primas completas da arte do século XX".
Vários críticos escreveram sobre o relacionamento da casa com a natureza. Benjamin Forgey do Indiana Gazette e Vicki Ruddock do The Washington Post descreveram a casa como interpretando e se adaptado ao seus arredores e à natureza. Naedine Joy Hazell do Hartford Courant afirmou que a casa em si "parece orgânica e inevitável", enquanto Jonathan Glancey do The Guardian disse que Casa da Cascata combinava o ambiente natural com arquitetura moderna. Blair Kamin do Chicago Tribune escreveu que a casa "parece estar em completa harmonia com a natureza, mas mesmo assim parece distintamente artificial". David Taylor do The Washington Post comentou que o projeto "dá um novo significado à frase 'viver na terra'", já Inmaculada Jiménez da revista Americas disse que a casa era "um ícone universal do esforço persistente para alcançar a harmonia com a natureza". John Bentley Mays do The Globe and Mail afirmou que a Casa da Cascata era "abstrata, ousada, intelectualmente rigorosa, formalmente não natural", contrabalançando seu entorno. Michael Snyder da Smithsonian destacou que a casa "evoca o desejo americano de exaltar a natureza e dominá-la, de reivindicar a modernidade e rejeitá-la", enquanto o historiador Robert McCarter comentou em seu livro que a casa "parece-nos ter crescido do solo para a luz".
Nem todos os comentários foram positivos. Peter A. Jay do The Baltimore Sun escreveu em 1997 que a Casa da Cascata "cheira à arrogância do arquiteto, desde os tetos baixos (Wright era ele mesmo baixo) aos pisos desnivelados" e questionou se os altos custos de manutenção valiam a pena. William Thorsell do The Globe and Mail escreveu no mesmo ano que a Casa da Cascata " dá as costas para a paisagem" e que os parapeitos dos terraços, mobílias embutidas e o uso de rochas e madeiras escuras davam a casa "uma atmosfera de porão". Thorsell também achou que a casa estava no lugar errado porque a cascata, a atração principal do local, mal pode ser vista da própria casa. Ellen Creager do Detroit Free Press tinha uma opinião geral positiva da casa, mas a considerou pouco prática para famílias, com pouco espaço de armário.

#### Arquitetônica
Arquitetos estadunidenses consideraram a Casa da Cascata como uma das "sete maravilhas da arquitetura americana" em uma pesquisa realizada em 1958. Uma pesquisa feita em 1976 entre especialistas em arquitetura estadunidense escolheu a casa como uma das quatro maiores estruturas nos Estados Unidos, enquanto uma pesquisa de 1982 dos leitores da revista Architecture: The AIA Journal escolheu a Casa da Cascata como o melhor edifício de todo o país. No ano seguinte o Instituto Americano de Arquitetos (AIA) colocou a casa como o segundo na lista de "exemplos mais bem-sucedidos de projeto arquitetônico" a partir de uma pesquisa feita com 170 arquitetos. A Casa da Cascata foi escolhida em 1991 pela AIA como o "melhor trabalho de arquitetura americana de todos os tempos", já em 2000 a AIA a considerou o "edifício do século". Membros da AIA colocaram a casa na 29ª posição de sua lista "Arquitetura Favorita da América" em 2007. A revista Architectural Record nomeou a Casa da Cascata como "o edifício do século XX mais significativo do mundo", já a revista Smithsonian listou a casa como um dos 28 lugares para alguém visitar antes de morrer.

### Mídia
A Casa da Cascata atraiu turistas antes mesmo de ser finalizada, sendo o assunto de artigos de jornais e fotografias. Os primeiros artigos a mencionarem a casa foram publicados em Wisconsin em janeiro de 1937. A casa ganhou ainda mais proeminência no início de 1938 depois de uma exibição do Museu de Arte Moderna e grande cobertura midiática. O jornal Pittsburgh Post-Gazette afirmou que a casa chamava atenção por causa de sua localização incomum.
Vários livros, artigos e estudos sobre a Casa da Cascata já foram publicados. A emissora NBC produziu um especial de televisão sobre a casa em 1963, enquanto em 1972 apareceu em um episódio do programa American Life Style e no especial Walt Harper at Fallingwater da PBS. A Casa da Cascata também foi o assunto de um documentário em 1994 e outro em 2011, ambos produzidos por Kenneth Love. Vários livros sobre a casa foram escritos, incluindo Fallingwater: A Frank Lloyd Wright Country House de 1986, escrito por Kaufmann Jr.. Fallingwater, livro editado por Waggoner, foi publicado pelo WPC em 2011 para marcar o aniversário de 75 anos da casa.
Fotografias tiradas córrego abaixo já foram amplamente divulgadas. Além disso, plantas e cartas do desenvolvimento da casa já foram vendidas. Passeios virtuais também já foram criados. Um destes passeios foi lançado em CD-ROM em 1997, com Love criando em meados da década de 2010 um passeio tridimensional. A Casa da Cascata já foi celebrada com um selo postal em 1982. A casa serviu de inspiração da residência Vandamm no filme North by Northwest de 1959, bem como edifícios do romance The Fountainhead de Ayn Rand e sua adaptação cinematográfica de 1949. Miracle Valley de 2021 foi o primeiro filme filmado dentro da Casa da Cascata.

### Designações
A Casa da Cascata foi adicionada ao Registro Nacional de Lugares Históricos em 23 de julho de 1974 e tornou-se um Marco Histórico Nacional nos Estados Unidos em 11 de maio de 1976. A Comissão Histórica e de Museus da Pensilvânia instalou um marcador histórico no local em 15 de maio de 1994 e posteriormente nomeou a casa como um "Tesouro da Comunidade" em 15 de outubro de 2000. A Casa da Cascata tornou-se elegível para inclusão na lista de Patrimônios Mundiais da UNESCO em 2008, sendo nomeado como tal pelo Departamento do Interior dos Estados Unidos em 2015 junto com outros nove edifícios projetados por Wright. A UNESCO acabou adicionando oito prédios, incluindo a Casa da Cascata, em sua lista em julho de 2019 sob o conjunto "Arquitetura do Século XX de Frank Lloyd Wright".

### Exibições e influência

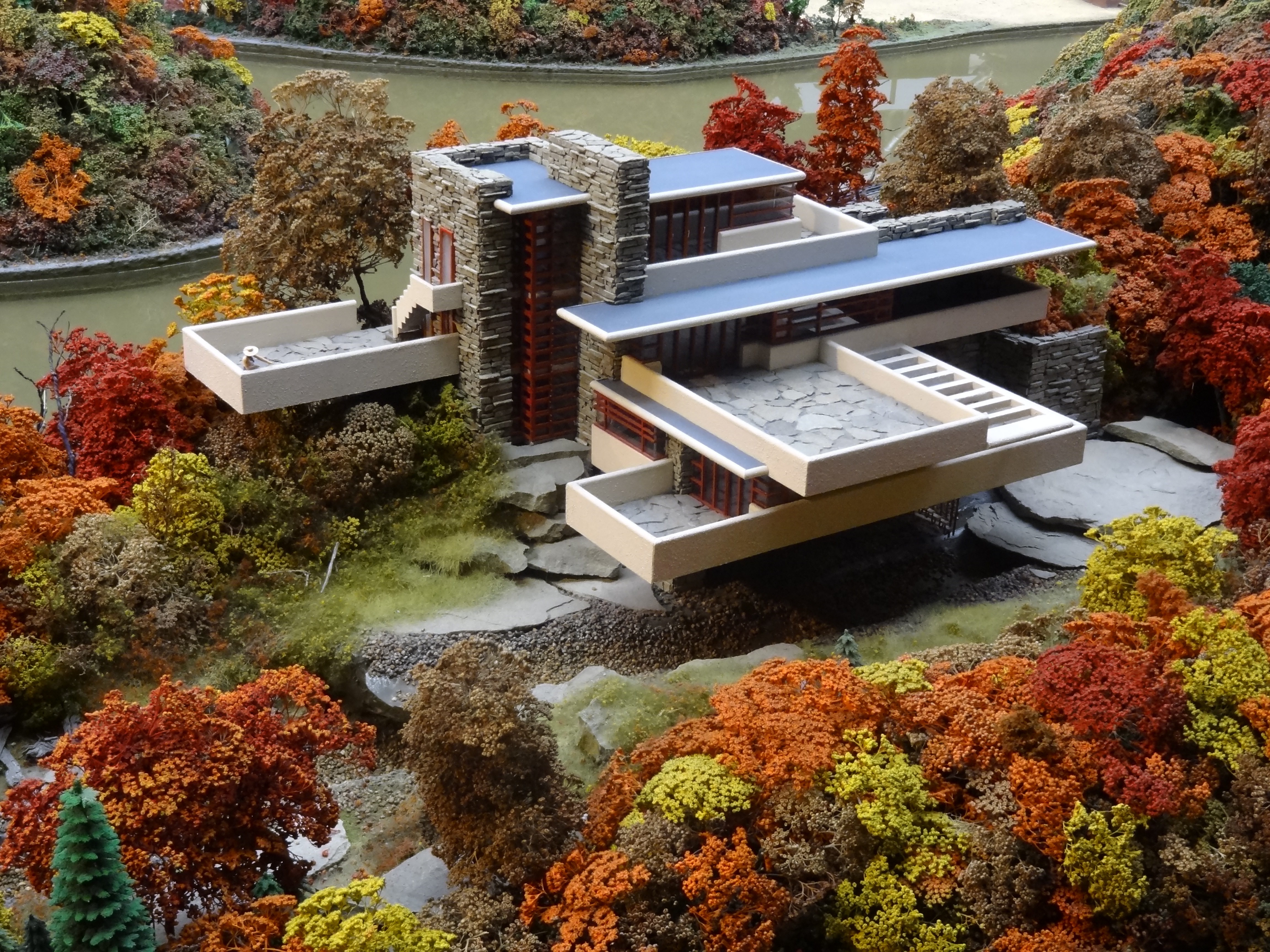
Miniatura da Casa da Cascata no Miniature Railroad & Village

Várias exibições de museu sobre a Casa da Cascata já ocorreram. Dentre estas esteve uma do Museu de Arte Moderna em 1938, que foi organizada depois de seu curador John McAndrew ter visitado a casa pouco depois de sua finalização. O mesmo museu realizou outras exibições com a Casa da Cascata, incluindo uma miniatura em 1940, uma mostra de imagens em 1959 e outra miniatura em 2009. A Universidade Columbia sediou um simpósio sobre a casa em 1986, enquanto o Museu de Arte Carnegie e o Museu Estadual da Pensilvânia também já realizaram exibições sobre a Casa da Cascata. Além disso, há uma miniatura da casa no Miniature Railroad & Village do Centro de Ciências Carnegie em Pittsburgh.
Apesar de toda a fama da Casa da Cascata, seu projeto raramente foi copiado. Arquitetos modernistas estavam na época se distanciando de projetos orgânicos em favor de projetos mais industriais, como o Edifício Seagram em Nova Iorque. Dentre as estruturas inspiradas pela casa estão um escritório na Filadélfia, um posto de gasolina na região metropolitana de Washington, uma casa em Ross Township, a Casa de Paul Mayén em Garrison e uma casa em North Burnaby no Canadá.